# 温泉むすめ
『温泉むすめ』（おんせんむすめ）は、株式会社エンバウンドによる、日本及び台湾の温泉地をモチーフにした地域活性クロスメディアプロジェクト。

## 概要
各地の温泉地をキャラクター化し、アニメーションや漫画、ゲームなどのメディアミックスが展開されている。2023年2月時点でのキャラクター127人中、地域の公認を受け現地でのコラボレーションなどを行っているのは18人（詳細）。
2016年（平成28年）11月にプロジェクトが発表され、2017年（平成29年）3月15日には動画工房制作によるイメージPVアニメが公開された。2019年（令和元年）6月からは観光庁による後援を受けている。
なお、ファンの愛称は性別で異なっており、男性は「ぽか旦那」、女性は「ぽか女将」と呼ばれている。
また、2017年8月にはエンバウンドより温泉むすめの男性版にあたる「温泉忍者プロジェクト」が2018年から始動すると発表され、ティザーサイトも公開されているが、その後2024年に至るまで具体的な活動は見られない。

## 設定
「温泉むすめ」公式ホームページから引用
- 温泉むすめは赤子の姿で温泉地のそばに発生し、地域の人間に育てられ普通の人間と同じように成長していく。
- 30年ほど経って『この温泉地のために自分にできることはもうない』と感じるようになると、神階が上がって人間の目には見えない存在となり代替わりをする。当代の温泉むすめが『代替わり』すると、再び赤子の温泉むすめが生まれて次代を担う。
- 唯一の例外として、島根の温泉むすめである温泉津佐間は400年ほど前に『温泉娘番付決定戦』（現在の『温泉むすめ日本一決定戦』）に優勝したことで願い事を一つだけ叶える権利を得て「代替わりをしないこと」を選んだため現地に留まり続け不老不死となっている。代替わりを拒絶した温泉津は「心の体力」が保たずに一日のほとんどを眠り続けており代替わりしなかったことを後悔している。
- 身体能力などは人間と変わりないが、「お社渡り」という能力によって鳥居と鳥居の間をワープすることができ、全国の温泉むすめが東京・お台場の「温泉むすめ師範学校」に通っている。
- 温泉客をどのくらい「沸かせた」かを競う『温泉むすめ日本一決定戦』のためにアイドル活動を行い、放課後や休日は「お勤め」として観光案内所でのガイドや仲居としてのおもてなし、その他ご当地特有のボランティア活動を行う。
- 神であるため年齢に関わらず飲酒が許されており、鹿児島県の温泉むすめである霧島黒恵は徳利を両手に持ち常に酔っ払っている。

## キャラクター
現在、全47都道府県及び台湾の温泉むすめとナビキャラ2人が公開されている。また、かつては公開されていたが現在は公開を終了した温泉むすめが1人存在する。
3サイズはかつては公式ホームページの各キャラクター紹介に記載されていたが、現在は記載されなくなっている。なお、設定自体は存在しており、公式ガイドブックではデータを確認できる。
スクナヒコ
声 - 水樹奈々、原案 - ぽよよん♥ろっく
誕生日：不明、身長：137cm、3サイズ：不明、血液型：不明
潤目 アリア（うるめ ありあ）
声 - 井上喜久子、原案 - 荻pote
誕生日：7月7日、身長：163cm、3サイズ：88/60/83、血液型：O型

### SPRiNGS
温泉むすめ師範学校の変わり者で個性的な9人が集まったグループ。
草津 結衣奈（くさつ ゆいな）
声 - 高田憂希、原案 - 紅緒、担当カラー - イエロー ( )
誕生日：4月1日、身長：155cm、3サイズ：83/59/82、血液型：B型
SPRiNGSのセンター。
箱根 彩耶（はこね さや）
声 - 長江里加、原案 - 玖条イチソ、担当カラー - パープル ( )
誕生日：12月25日、身長：162cm、3サイズ：79/57/82、血液型：A型
秋保 那菜子（あきう ななこ）
声 - 高橋花林、原案 - Tiv、担当カラー - グリーン ( )
誕生日：5月5日、身長：156cm、3サイズ：81/58/81、血液型：A型
有馬 輪花（ありま りんか）
声 - 本宮佳奈、原案 - Mika Pikazo、担当カラー - レッド ( )
誕生日：2月17日、身長：155cm、3サイズ：88/60/84、血液型：AB型
有馬楓花の姉。
道後 泉海（どうご いずみ）
声 - 篠田みなみ、原案 - H2SO4、担当カラー - オレンジ ( )
誕生日：8月25日、身長：163cm、3サイズ：85/58/85、血液型：A型
SPRiNGSのリーダー。
登別 綾瀬（のぼりべつ あやせ）
声 - 日岡なつみ、原案 - アマガイタロー、担当カラー - スカイブルー ( )
誕生日：7月24日、身長：165cm、3サイズ：92/60/88、血液型：O型
下呂 美月（げろ みつき）
声 - 遠藤ゆりか（初代）、佐伯伊織（二代目）、原案 - 桜木蓮、担当カラー - ブルー ( )
誕生日：3月3日、身長：159cm、3サイズ：90/58/84、血液型：A型
有馬 楓花（ありま ふうか）
声 - 桑原由気、原案 - さくら小春（QP:flapper）、担当カラー - プラム ( )
誕生日：2月17日、身長：137cm、3サイズ：75/57/76、血液型：B型
有馬輪花の妹。
奏・バーデン・由布院（かなで・ばーでん・ゆふいん）
声 - 和多田美咲、原案 - 小原トメ太（QP:flapper）、担当カラー - ピンク ( )
誕生日：6月15日、身長：137cm、3サイズ：72/56/78、血液型：AB型

### 暁-AKATSUKI-
SPRiNGSにとって最大の強敵。他グループとは比べ物にならないパフォーマンスを披露する。一人一人がどのグループでもセンターを張れる程のパフォーマンスを持つ。
鬼怒川 日向（きぬがわ ひなた）
声 - 富田美憂、原案 - かんざきひろ、担当カラー - 橙色 ( )
誕生日：4月17日、身長：155cm、3サイズ：80/58/81、血液型：B型
暁-AKATSUKI-のセンター。
玉造 彗（たまつくり けい）
声 - 田澤茉純、原案 - ニリツ、担当カラー - 真紅 ( )
誕生日：10月10日、身長：162cm、3サイズ：88/60/86、血液型：A型
別府 環綺（べっぷ たまき）
声 - 岩橋由佳、原案 - ぽんかん⑧、担当カラー - 濃藍 ( )
誕生日：8月8日、身長：157cm、3サイズ：86/59/84、血液型：AB型

### LUSH STAR
SPRiNGSと最も仲の良いライバルグループ。両グループのメンバー同士が旧知の仲。見る人を元気にさせるようなパフォーマンスを行うのが特徴。
熱海 初夏（あたみ ういか）
声 - 本渡楓、原案 - しらび、担当カラー - ダークグリーン ( )
誕生日：7月24日、身長：156cm、3サイズ：80/60/82、血液型：O型
LUSH STARのセンター。
指宿 絵璃菜（いぶすき えりな）
声 - 松田颯水、原案 - 竹花ノート、担当カラー - ホットピンク ( )
誕生日：6月1日、身長：159cm、3サイズ：91/62/92、血液型：B型
和倉 雅奈（わくら まな）
声 - 戸田めぐみ、原案 - 一色、担当カラー - ブルーヴァイオレット ( )
誕生日：11月30日、身長：159cm、3サイズ：89/62/90、血液型：A型
銀山 小雪（ぎんざん こゆき）
声 - 長縄まりあ、原案 - なつめえり、担当カラー - ライトイエロー ( )
誕生日：11月30日、身長：152cm、3サイズ：85/58/81、血液型：A型
白浜 帆南美（しらはま ほなみ）
声 - 谷口夢奈、原案 - 米白粕、担当カラー - ライトブルー ( )
誕生日：7月18日、身長：151cm、3サイズ：77/58/80、血液型：B型

### Adhara
SPRiNGSとは対極の位置に立つ、精密で無駄のないパフォーマンスを行うグループ。独特の世界観で観客を魅了する。
黒川 姫楽（くろかわ きら）
声 - 田中美海、原案 - 三嶋くろね、担当カラー - ダークヴァイオレット ( )
誕生日：1月1日、身長：162cm、3サイズ：85/57/79、血液型：AB型
Adharaのセンター。
花巻 吹歌（はなまき すいか）
声 - 飯田里穂、原案 - リン☆ユウ、担当カラー - ペールグリーン ( )
誕生日：3月23日、身長：160cm、3サイズ：83/58/79、血液型：AB型
乳頭 和（にゅうとう のどか）
声 - 三上枝織、原案 - あずーる、担当カラー - ライトピンク ( )
誕生日：5月23日、身長：153cm、3サイズ：88/58/83、血液型：O型
白骨 朋依（しらほね ともえ）
声 - 新田ひより、原案 - ゆらん、担当カラー - ラベンダー ( )
誕生日：12月22日、身長：158cm、3サイズ：80/56/80、血液型：A型
こんぴら 桃萌（こんぴら もも）
声 - 吉田有里、原案 - かにビーム、担当カラー - ディープピンク ( )
誕生日：5月27日、身長：147cm、3サイズ：76/56/80、血液型：AB型
月岡 来瑠碧（つきおか くるみ）
声 - 西田望見、原案 - 月神るな、担当カラー - エメラルド ( )
誕生日：8月31日、身長：162cm、3サイズ：75/56/78、血液型：B型
湯の川 星羅（ゆのかわ せいら）
声 - 野口瑠璃子、原案 - こうましろ、担当カラー - シアン ( )
誕生日：7月27日、身長：155cm、3サイズ：90/60/87、血液型：O型

### petit corolla
SPRiNGSの活躍を勝手に研究しているグループ。9人の成長をスピーカーとして観客に伝える。
伊香保 葉凪（いかほ はな）
声 - 茜屋日海夏、原案 - 藤真拓哉、担当カラー - ローズ プードル ( )
誕生日：9月18日、身長：156cm、3サイズ：86/60/74、血液型：A型
嬉野 六香（うれしの りっか）
声 - 小澤亜李、原案 - Anmi、担当カラー - シャトアイヤン ( )
誕生日：3月7日、身長：161cm、3サイズ：87/58/85、血液型：AB型
伊東 椿月（いとう つばき）
声 - 鈴木絵理、原案 - パセリ、担当カラー - ブルー ポルスレーヌ ( )
誕生日：8月25日、身長：156cm、3サイズ：87/59/84、血液型：O型
城崎 亜莉咲（きのさき ありさ）
声 - 山下七海、原案 - えれっと、担当カラー - ジョーヌ パイユ ( )
誕生日：7月20日、身長：152cm、3サイズ：76/54/75、血液型：B型

### OH YOU LADY?
グループのコンセプトは「昭和」。グループカラーはオレンジ。
いわき あろは
声 - 大坪由佳、原案 - かれい
誕生日：8月24日、身長：157cm、3サイズ：85/55/88、血液型：A型
定山渓 泉美（じょうざんけい いずみ）
声 - 小野早稀、原案 - 凍咲しいな
誕生日：11月4日、身長：149cm、3サイズ：79/58/81、血液型：AB型
万座 千斗星（まんざ ちとせ）
声 - 井澤美香子、原案 - 和錆
誕生日：11月21日、身長：157cm、3サイズ：84/56/83、血液型：B型

### VUCCA
かみのやま 庵（かみのやま あん）
声 - 進藤あまね、原案 - 甘城なつき
誕生日：2月11日、身長：147cm、3サイズ：78/59/81、血液型：B型
玉名 満美（たまな まみ）
声 - 久保田梨沙（初代）、青木陽菜（二代目）、原案 - みらくるる
誕生日：4月1日、身長：154cm、3サイズ：98/65/90、血液型：O型
福地 珊瑚（ふくじ さんご）
声 - 反田葉月、原案 - ちょん＊
誕生日：9月22日、身長：140cm、血液型：AB型
稲取 ひなめ（いなとり ひなめ）
声 - 鈴木杏奈、原案 - Noyu
誕生日：1月20日、身長：152cm、血液型：B型
別所 愛染（べっしょ あいせ）
声 - 立石凛、原案 - がわこ
誕生日：6月5日、身長：157cm、血液型：AB型
鹿教湯 万美（かけゆ ばんび）
声 - 瀬戸桃子、原案 - marumoru
誕生日：2月11日、身長：168cm、血液型：B型

### ソロプロジェクト
第一弾として大手町梨稟に決定。
大手町 梨稟（おおてまち りりん）
声 - 楠木ともり、原案 - ベコ太郎、担当カラー - 薄い黄色 ( )
誕生日：5月27日、身長：143cm、3サイズ：73/56/73、血液型：B型

### その他
あしずり 星（あしずり あかり）
声 - 大空直美、原案 - 夜ノみつき
誕生日：5月20日、身長：146cm、3サイズ：74/54/73、血液型：AB型
酸ヶ湯 紗雪（すかゆ さゆき）
声 - のぐちゆり、原案 - やすも
誕生日：2月7日、身長：159cm、3サイズ：85/58/82、血液型：B型
おごと 寧々（おごと ねね）
声 - 八島さらら（初代）、野中ここな（二代目）、原案 - うなさか
誕生日：8月2日、身長：160cm、3サイズ：81/57/82、血液型：A型
湯河原 伊露羽（ゆがわら いろは）
声 - 大和田仁美、原案 - 40原
誕生日：2月9日、身長：155cm、3サイズ：78/57/78、血液型：B型
高山 匠美（たかやま たくみ）
声 - 花守ゆみり、原案 - らぐほのえりか
誕生日：5月4日、身長：156cm、3サイズ：82/57/80、血液型：O型
湯原 砂和（ゆばら さわ）
声 - 佳村はるか、原案 - 桝石きのと
誕生日：7月12日、身長：165cm、3サイズ：90/60/85、血液型：O型
那須 一与（なす いちよ）
声 - 佐藤舞、原案 - necömi
誕生日：9月10日、身長：158cm、3サイズ：84/63/88、血液型：A型
大子 紅葉（だいご くれは）
声 - 石橋桃、原案 - 黒茶色のねこ
誕生日：10月19日、身長：161cm、3サイズ：84/57/84、血液型：AB型
湯郷 美彩（ゆのごう みさ）
声 - 岡咲美保、原案 - 八城惺架
誕生日：7月17日、身長：167cm、3サイズ：88/58/89、血液型：B型
2020年（令和2年）11月30日に名前の表記を「未彩」から「美彩」に改めている。
塩原 八弥（しおばら やや）
声 - 澤田美晴、原案 - 望月椎那
誕生日：11月11日、身長：152cm、3サイズ：80/56/80、血液型：O型
祖谷 メグリ（いや めぐり）
声 - 長久友紀、原案 - yaman**
誕生日：8月30日、身長：157cm、3サイズ：82/60/80、血液型：B型
野沢 菜々（のざわ なな）
声 - 桃河りか、原案 - エイチ
誕生日：4月13日、身長：136cm、3サイズ：71/49/75、血液型：AB型
石和 紅（いさわ こう）
声 - 秦佐和子、原案 - しらたま
誕生日：1月16日、身長：144cm、3サイズ：76/55/77、血液型：A型
嵐山 紫雨（あらしやま しぐれ）
声 - 上田瞳、原案 - つかこ
誕生日：3月1日、身長：160cm、3サイズ：86/57/85、血液型：AB型
観音 登世実（かんのん とよみ）
声 - 古賀葵、原案 - MtU
誕生日：7月1日、身長：155cm、3サイズ：77/59/78、血液型：A型
2022年（令和4年）2月10日、現地からの要望で公開終了。
龍神 晴（りゅうじん せい）
声 - 中島由貴、原案 - 餡こたく
誕生日：5月2日、身長：145cm、3サイズ：78/56/80、血液型：A型
塩江 修子（しおのえ しゅうこ）
声 - 田辺留依、原案 - しじま
誕生日：3月29日、身長：157cm、3サイズ：88/62/82、血液型：O型
南紀勝浦 樹紀（なんきかつうら きき）
声 - 吉岡麻耶、原案 - 茶みらい
誕生日：7月7日、身長：168cm、3サイズ：90/58/89、血液型：A型
浅虫 夕凪（あさむし ゆうな）
声 - 真野あゆみ、原案 - しゅがお
誕生日：11月9日、身長：158cm、3サイズ：85/58/87、血液型：A型
長門 櫻 （ながと さくら）
声 - 千本木彩花、原案 - シソ
誕生日：3月23日、身長：154cm、3サイズ：80/56/82、血液型：O型
あつみ 詩鶴（あつみ しづる）
声 - 中恵光城、原案 - やすゆき
誕生日：10月1日、身長：157cm、3サイズ：81/58/82、血液型：B型
榊原 伊都（さかきばら いと）
声 - 香里有佐、原案 - 村上ゆいち
誕生日：7月9日、身長：168cm、3サイズ：88/59/87、血液型：A型
皆生 なぎさ（かいけ なぎさ）
声 - 柊優花、原案 - ななかぐら
誕生日：8月20日、身長：148cm、3サイズ：73/54/76、血液型：AB型
鴨川 茉凜（かもがわ まりん）
声 - 井上ほの花、原案 - Go-1
誕生日：4月6日、身長：163cm、3サイズ：86/59/83、血液型：O型
阿蘇 ほむら（あそ ほむら）
声 - 髙橋麻里、原案 - ももこ、担当カラー - 赤 ( )
誕生日：2月9日、身長：153cm、3サイズ：84/60/85、血液型：AB型
北郷 このみ（きたごう このみ）
声 - 江口菜子、原案 - 胡麻乃りお
誕生日：9月5日、身長：151cm、3サイズ：79/57/82、血液型：A型
志摩 茉莉也（しま まりや）
声 - 平野有紗、原案 - ねく
誕生日：2月22日、身長：145cm、3サイズ：76/53/77、血液型：AB型
河口湖 多佳美（かわぐちこ たかみ）
声 - 大西沙織、原案 - 遠坂あさぎ
誕生日：2月23日、身長：167cm、3サイズ：90/60/88、血液型：B型
飯坂 真尋（いいざか まひろ）
声 - 今村彩夏（初代）、吉岡茉祐（二代目）、原案 - 有坂あこ

誕生日：2月14日、身長：160cm、3サイズ：85/59/87、血液型：B型
鳴子 夏月（なるこ かづき）
声 - 飯田友子、原案 - やどかり
誕生日：8月26日、身長：147cm、3サイズ：78/56/79、血液型：B型
原鶴 美鵺（はらづる みや）
声 - 石飛恵里花、原案 - 紅林のえ
誕生日：1月11日、身長：160cm、3サイズ：82/58/83、血液型：A型
強羅 かんな（ごうら かんな）
声 - 前田佳織里、原案 - UGUME
誕生日：8月16日、身長：152cm、3サイズ：84/57/79、血液型：B型
十津川 飛香（とつかわ あすか）
声 - 影山灯、原案 - れい亜
誕生日：6月28日、身長：145cm、3サイズ：77/56/80、血液型：O型
宇奈月 明嶺（うなづき あかね）
声 - 黒木ほの香、原案 - まっくすめろん
誕生日：11月28日、身長：158cm、3サイズ：92/60/86、血液型：B型
西表島 八重夏（いりおもてじま やえか）
声 - 田村響華、原案 - 茨乃
誕生日：2月22日、身長：146cm、3サイズ：72/55/74、血液型：B型
玉川 百合亜（たまがわ ゆりあ）
声 - 金魚わかな、原案 - フカヒレ
誕生日：11月24日、身長：163cm、3サイズ：85/60/82、血液型：O型
東山 季利花（ひがしやま きりか）
声 - 馬渕由妃、原案 - かる
誕生日：5月31日、身長：150cm、3サイズ：75/54/76、血液型：A型
昼神 夜空（ひるがみ よぞら）
声 - 岩井映美里、原案 - じじ
誕生日：6月29日、身長：149cm、3サイズ：86/57/89、血液型：A型
山中 そらら（やまなか そらら）
声 - 藍原ことみ、原案 - 天三月
誕生日：9月18日、身長：169cm、3サイズ：81/56/83、血液型：A型
修善寺 透子（しゅぜんじ とうこ）
声 - 山口愛、原案 - なのたろ
誕生日：1月17日、身長：151cm、3サイズ：85/55/81、血液型：A型
鈍川 まなみ（にぶかわ まなみ）
声 - 小原莉子（初代）、鈴原希実（二代目）、原案 - さいね
誕生日：5月1日、身長：159cm、3サイズ：77/58/83、血液型：AB型
越後湯沢 かすみ（えちごゆざわ かすみ）
声 - 東城日沙子、原案 - おちゃう
誕生日：6月12日、身長：160cm、3サイズ：80/57/81、血液型：AB型
長良川 かがり（ながらがわ かがり）
声 - 三谷綾子、原案 - 阿部かなり
誕生日：5月11日、身長：153cm、3サイズ：75/52/77、血液型：O型
犬鳴山 命（いぬなきやま みこと）
声 - 中島唯、原案 - 草田草太
誕生日：4月8日、身長：153cm、3サイズ：80/57/82、血液型：AB型
芦原 小梅（あわら こうめ）
声 - 相良茉優、原案 - Nardack
誕生日：1月16日、身長：154cm、3サイズ：81/58/79、血液型：A型
湯田中渋 穂波（ゆだなかしぶ ほなみ）
声 - 大森日雅、原案 - 藤ちょこ
誕生日：9月9日、身長：163cm、3サイズ：104/75/96、血液型：A型
霧島 黒恵（きりしま くろえ）
声 - 二ノ宮愛子、原案 - 魔太郎
誕生日：11月7日、身長：163cm、3サイズ：82/60/88、血液型：A型
四万 治佳（しま はるか）
声 - 小山百代、原案 - ふーみ
誕生日：11月14日、身長：161cm、3サイズ：84/61/87、血液型：B型
日田 絢芽（ひた あやめ）
声 - 田中音緒、原案 - 咲良ゆき
誕生日：9月1日、身長：172cm、3サイズ：95/64/93、血液型：O型
阿寒湖 ぴりか（あかんこ ぴりか）
声 - 上間江望、原案 - plan
誕生日：2月14日、身長：160cm、3サイズ：88/58/87、血液型：O型
洞川 蓮（どろがわ れん）
声 - 久保ユリカ、原案 - こたつ（小龍）
誕生日：6月7日、身長：173cm、3サイズ：75/57/75、血液型：A型
宮浜 仁佳（みやはま ひとか）
声 - 長野佑紀、原案 - 掃除朋具
誕生日：6月4日、身長：157cm、3サイズ：83/58/85、血液型：O型
武雄 星知（たけお せしる）
声 - 深川芹亜、原案 - 町村こもり
誕生日：4月12日、身長：151cm、3サイズ：83/63/84、血液型：A型
蔵王 巴（ざおう ともえ）
声 - 秋場ゆり、原案 - Hiten
誕生日：10月11日、身長：163cm、3サイズ：84/58/83、血液型：O型
奥飛騨 五十鈴（おくひだ いすず）
声 - 竹尾歩美（初代）、鶴見ゆき（二代目）、原案 - 伍長
誕生日：6月11日、身長：174cm、3サイズ：81/60/85、血液型：O型
赤倉 茅咲（あかくら ちさき）
声 - 古川由利奈、原案 - 憂姫はぐれ
誕生日：8月16日、身長：159cm、3サイズ：85/59/84、血液型：A型
鳥羽 亜矢海（とば あやみ）
声 - 会沢紗弥、原案 - 牛木義隆
誕生日：1月4日、身長：153cm、3サイズ：82/59/82、血液型：O型
温泉津 佐間（ゆのつ さま）
声 - 遠野ひかる、原案 - ふゆの春秋
誕生日：6月28日、身長：168cm、3サイズ：85/59/89、血液型：O型
平湯 みつば（ひらゆ みつば）
声 - 堀場美希、原案 - りいちゅ
誕生日：11月19日、身長：164cm、3サイズ：73/60/75、血液型：A型
山の神 皐月（やまのかみ さつき）
声 - 仲谷明香、原案 - 紅茶畑
誕生日：5月23日、身長：165cm、3サイズ：82/58/79、血液型：A型
作並 日果（さくなみ にちか ）
声 - 赤尾ひかる、原案 - ダンミル
誕生日：4月8日、身長：163cm、3サイズ：88/58/83、血液型：B型
湯田 薫（ゆだ かおる）
声 - 指出毬亜、原案 - JUNA
誕生日：9月14日、身長：148cm、3サイズ：72/53/75、血液型：B型
平戸 基恵（ひらど もとえ）
声 - 矢野妃菜喜、原案 - ねこめたる
誕生日：10月1日、身長：162cm、3サイズ：86/62/88、血液型：B型
三朝 歌蓮（みささ かれん）
声 - 山根綺、原案 - 凪白みと
誕生日：11月6日、身長：157cm、3サイズ：88/58/86、血液型：A型
山代 八咫（やましろ やた）
声 - 星希成奏、原案 - かるたも
誕生日：3月10日、身長：143cm、3サイズ：80/58/83、血液型：AB型
南知多 まゆの（みなみちた まゆの）
声 - 松井恵理子、原案 - ReDrop
誕生日：8月7日、身長：152cm、3サイズ：81/57/79、血液型：B型
水上 凛心（みなかみ りこ）
声 - 小倉唯、原案 - たかやki
誕生日：3月3日、身長：162cm、3サイズ：85/58/88、血液型：A型
雲仙 伊乃里（うんぜん いのり）
声 - 奥野香耶、原案 - カグユヅ
誕生日：7月1日、身長：158cm、3サイズ：88/58/84、血液型：A型
秩父 美祭（ちちぶ まつり）
声 - 稲川英里、原案 - ぼに〜
誕生日：12月3日、身長：159cm、3サイズ：94/61/90、血液型：O型
松之山 棚美（まつのやま たなみ）
声 - 石原夏織、原案 - 鍋島テツヒロ
誕生日：1月15日、身長：159cm、3サイズ：81/57/82、血液型：B型
洞爺湖 のんの（とうやこ のんの）
声 - 五十嵐裕美、原案 - サイトー
誕生日：3月14日、身長：170cm、3サイズ：75/58/77、血液型：AB型
下田 莉華（しもだ りか）
声 - 南早紀、原案 - シロガネヒナ、担当カラー - 薄い水色 ( )
誕生日：6月8日、身長：147cm、3サイズ：73/54/77、血液型：A型
雪・キャニオン・層雲峡（ゆき・きゃにおん・そううんきょう）
声 - 東山奈央、原案 - sakiyamama
誕生日：9月9日、身長：165cm、3サイズ：94/63/100、血液型：A型
磐梯熱海 萩（ばんだいあたみ はぎ）
声 - 津田美波、原案 - 珈琲貴族
誕生日：2月19日、身長：152cm、3サイズ：83/58/79、血液型：A型
土肥 間由（とい まゆ）
声 - 尾崎由香、原案 - 安曇アキタケ
誕生日：6月11日、身長：162cm、3サイズ：85/58/81、血液型：A型
尖石 内湾（ぜんしい ねいわん）
声 - 安齋由香里、原案 - 佃煮のりお
誕生日：4月16日、身長：160cm、3サイズ：89/58/82、血液型：O型
人吉 青井（ひとよし あおい）
声 - 青山吉能、原案 - 煎路
誕生日：4月28日、身長：159cm、3サイズ：82/58/84、血液型：A型
湯村 千代（ゆむら ちよ）
声 - 高木美佑、原案 - jimmy
誕生日：7月15日、身長：155cm、3サイズ：86/59/84、血液型：O型
奥津 かがみ（おくつ かがみ）
声 - 久保田未夢、原案 - 神岡ちろる、担当カラー - 薄い黄色
誕生日：11月10日、身長：143cm、3サイズ：84/54/78、血液型：A型
舘山寺 萌湖（かんざんじ もこ）
声 - 豊田萌絵、原案 - うかみ
誕生日：7月22日、身長：140cm、3サイズ：74/56/77、血液型：B型
松島 名月（まつしま なづき）
声 - 永野愛理、原案 - maruma
誕生日：8月15日、身長：150cm、3サイズ：86/56/82、血液型：A型
南房総 日由美（みなみぼうそう ひゆみ）
声 - 徳井青空、原案 - ろうか、担当カラー - ピンク ( )
誕生日：1月31日、身長：151cm、3サイズ：78/57/79、血液型：O型
上諏訪 雫音（かみすわ しずね）
声 - 諏訪ななか、原案 - ぐれーともす、担当カラー - 水色
誕生日：8月15日、身長：135cm、3サイズ：70/49/73、血液型：A型
下諏訪綿音と双子で姉である。
下諏訪 綿音（しもすわ わたね）
声 - 菅野真衣、原案 - ぐれーともす、担当カラー - 桃色
誕生日：8月15日、身長：135cm、3サイズ：70/49/73、血液型：A型
上諏訪雫音と双子で妹である。
仙石原 三香沙（せんごくはら みかさ）
声 - 成海瑠奈（初代）、三澤紗千香（二代目）、原案 - 三つ葉ちょこ
誕生日：3月13日、身長：151cm、3サイズ：74/55/76、血液型：AB型
湯平 燈華（ゆのひら とうか）
声 - 礒部花凜、原案 - 吉田依世
誕生日：12月28日、身長：164cm、3サイズ：85/59/85、血液型：A型
小野川 小町（おのがわ こまち）
声 - 村上奈津実、原案 - ほし
誕生日：9月8日、身長：150cm、3サイズ：85/55/75、血液型：O型
松江しんじ湖 しじみ（まつえしんじこ しじみ）
声 - 高野麻里佳、原案 - しぐれうい
誕生日：8月3日、身長：157cm、3サイズ：87/57/79、血液型：B型
日中 早百合（にっちゅう さゆり）
声 - 春野杏、原案 - 裕
誕生日：6月6日、身長：154cm、3サイズ：82/58/83、血液型：O型
はわい東郷 浮乃（はわいとうごう うきの）
声 - 天希かのん、原案 - やだぽてと
誕生日：7月4日、身長：155cm、3サイズ：82/58/84、血液型：AB型
豊富 水由（とよとみ みゆ）
声 - 花井美春、原案 - 千種みのり
誕生日：5月17日、身長：167cm、3サイズ：85/58/80、血液型：B型
山中湖 忍（やまなかこ しのぶ）
声 - 河野ひより、原案 - あるてら
誕生日：6月22日、身長：168cm、血液型：B型
小浜 あまね（おばま あまね）
声 - 鬼頭明里、原案 - かかげ
誕生日：6月30日、身長：165cm、血液型：A型
白子 ひまり (しらこ ひまり)
声 - 来栖りん、原案 - teffish
誕生日：1月13日、身長：157cm、血液型：A型
蒲郡 海詩 (がまごおり うた)
声 - 林鼓子、原案 - 色塩
誕生日：11月3日、身長：151cm、血液型：O型

## スタッフ
- 原案・原作 - エンバウンド
- プロデューサー - 橋本竜
- アニメーションPV製作 - 動画工房
- 衣装制作 - オサレカンパニー
- 公式ツイッター漫画 - らぐほのえりか
- SDキャラクターイラスト - 種田優太

## Webラジオ
『「温泉むすめ」ぷれぜんつ的なうぇぶらじお!みみぽか!!〜ゆーも遊びに来ちゃいなYOH!〜』のタイトルで、2017年（平成29年）4月24日より2019年（平成31年）3月25日（第93回）までアニメイトタイムズにて毎週月曜日に配信されていた。第94回及び第95回（最終回）は、公式ファンクラブサイトにて配信された。パーソナリティは、温泉むすめの各キャラクターを演じるキャスト陣が担当。毎月、羽田空港国際線ターミナル（後の第3ターミナルビル）のTIAT SKY HALL等で公開録音を行っていた。
また、2018年（平成30年）4月2日から9月24日まで超!A&G+にて毎週月曜日19:30 - 20:00に『温泉むすめ放送部』が簡易動画付きで配信された。リピート配信は毎週火曜日7:30 - 8:00。レギュラーパーソナリティは天津向。温泉むすめの各キャラクターを演じるキャスト陣がゲスト出演。日曜日には、YouTubeの温泉むすめ公式チャンネルで高画質&ディレクターズ・カット版が公開された。
2020年（令和2年）4月21日より、上記の温泉むすめ公式YouTubeチャンネルにて『こちら温泉むすめ観光案内所』の配信が開始された。略称は「こち温」。リモート収録による音声のみの配信で、番組パーソナリティは温泉むすめキャストによる持ち回り、番組MCは温泉むすめスタッフの岡本が担当する。第2回以降は不定期に土曜日20:00から配信されている。

## 漫画
温むす1コマ漫画劇場
2017年（平成29年）1月25日より毎週水曜日に公式Twitterで配信されている。作者はらぐほのえりか。
温むす4コマ漫画劇場
2017年（平成29年）11月30日より公式Twitterで配信が開始されたが、その1で終了（作者は上倉エク）。その後、2018年（平成30年）3月29日より、新・温むす4コマ漫画劇場として連載が再開され、隔週木曜日に公式Twitterで配信。作者はわたのん。
温泉指南マンガ「温泉に入ろう！」
2019年（令和元年）8月29日より不定期で木曜日に公式Twitterで配信されている。作画はらぐほのえりか、監修は温泉はずき。
温泉むすめ
KADOKAWA「コミックNewtype」にて2018年（平成30年）9月7日より2020年（令和2年）9月25日まで連載。作画は三倉ちかげ。全3巻。
1. 2019年（平成31年）3月9日発売[31]、ISBN 978-4-04-107900-3
2. 2019年（令和元年）12月10日発売[32]、ISBN 978-4-04-108926-2
3. 2020年（令和2年）11月10日発売[33]、ISBN 978-4-04-110803-1

温泉むすめ Adharaの日常
KADOKAWA『月刊少年エース』2019年（令和元年）7月号より2020年（令和2年）3月号まで連載。作画は美月めいあ。全1巻。
1. 2020年（令和2年）4月25日発売[34]、ISBN 978-4-04-109047-3

## ゲーム
『温泉むすめ ゆのはなこれくしょん』のタイトルで2018年（平成30年）8月3日にリリース。Android・iOS用アプリケーションで、位置情報を利用したゲームとなる。2019年（令和元年）9月30日をもってサービス終了。

## イベント
| 日付                        | イベント名                                                                        | 場所                                                             | 出演者 |
| 2017年（平成29年）          | 2017年（平成29年）                                                                | 2017年（平成29年）                                               | 2017年（平成29年） |
| --------------------------- | --------------------------------------------------------------------------------- | ---------------------------------------------------------------- | --- |
| 4月9日                      | YUKEMURI FESTA Vol.1                                                              | パセラリゾーツ AKIBA マルチエンターテインメント                  | 草津結衣奈（高田憂希）、箱根彩耶（長江里加）、秋保那菜子（高橋花林） 有馬楓花（桑原由気）、道後泉海（篠田みなみ） |
| 5月14日                     | YUKEMURI FESTA Vol.2                                                              | スペースFS汐留                                                   | 草津結衣奈（高田憂希）、有馬輪花（本宮佳奈）、下呂美月（遠藤ゆりか） 登別綾瀬（日岡なつみ）、奏・バーデン・由布院（和多田美咲） |
| 6月4日                      | 温泉むすめ SPECIAL YUKEMURI FESTA in KOBE                                         | XEBEC HALL                                                       | 草津結衣奈（高田憂希）、箱根彩耶（長江里加）、秋保那菜子（高橋花林） 有馬輪花（本宮佳奈）、道後泉海（篠田みなみ）、登別綾瀬（日岡なつみ） 有馬楓花（桑原由気）、奏・バーデン・由布院（和多田美咲） |
| 6月11日                     | YUKEMURI FESTA Vol.3＠羽田空港                                                    | TIAT SKY HALL                                                    | 草津結衣奈（高田憂希）、秋保那菜子（高橋花林）、有馬輪花（本宮佳奈） 登別綾瀬（日岡なつみ） 1部追加ゲスト：鬼怒川日向（富田美憂）、玉造彗（田澤茉純）、別府環綺（岩橋由佳） 2部追加ゲスト：鬼怒川日向（富田美憂）、乳頭和（三上枝織） |
| 7月9日                      | YUKEMURI FESTA Vol.4＠羽田空港                                                    | TIAT SKY HALL                                                    | 草津結衣奈（高田憂希）、箱根彩耶（長江里加）、有馬楓花（桑原由気） 奏・バーデン・由布院（和多田美咲） 追加ゲスト：銀山小雪（長縄まりあ）、指宿絵璃菜（松田颯水）、嬉野六香（小澤亜李） |
| 8月6日                      | みんなでツクル・アイドルライブ                                                    | 千葉市文化センター アートホール                                  | 有馬楓花（桑原由気）、登別綾瀬（日岡なつみ）、奏・バーデン・由布院（和多田美咲） こんぴら桃萌（吉田有里）、和倉雅奈（戸田めぐみ） その他（le biglemoi（ビグルモア）、キャンディ ZOO ） |
| 8月20日                     | 温泉むすめ SPRiNGS 1st LIVE “NOW ON☆SENSATION!!”                                  | 有楽町朝日ホール                                                 | 草津結衣奈（高田憂希）、箱根彩耶（長江里加）、秋保那菜子（高橋花林） 有馬輪花（本宮佳奈）、道後泉海（篠田みなみ）、登別綾瀬（日岡なつみ） 有馬楓花（桑原由気）、奏・バーデン・由布院（和多田美咲） |
| 9月10日                     | YUKEMURI FESTA Vol.5＠羽田空港                                                    | TIAT SKY HALL                                                    | 秋保那菜子（高橋花林）、登別綾瀬（日岡なつみ）、奏・バーデン・由布院（和多田美咲） 月岡来瑠碧（西田望見）、伊東椿月（鈴木絵理）、白浜帆南美（谷口夢奈） |
| 10月8日                     | YUKEMURI FESTA Vol.6＠羽田空港                                                    | TIAT SKY HALL                                                    | 草津結衣奈（高田憂希）、箱根彩耶（長江里加）、有馬楓花（桑原由気） 湯の川聖羅（野口瑠璃子）、白骨朋依（新田ひより）、湯原砂和（佳村はるか） |
| 10月13日                    | 温泉むすめトークイベント＠明神カフェ Vol.1                                        | 明神カフェ                                                       | 別府環綺（岩橋由佳）、白浜帆南美（谷口夢奈） |
| 10月15日                    | SPECIAL YUKEMURI FESTA in 神戸 Vol.2                                              | XEBEC HALL                                                       | 草津結衣奈（高田憂希）、箱根彩耶（長江里加）、秋保那菜子（高橋花林） 有馬輪花（本宮佳奈）、道後泉海（篠田みなみ）、登別綾瀬（日岡なつみ） 下呂美月（遠藤ゆりか）、有馬楓花（桑原由気）、奏・バーデン・由布院（和多田美咲） |
| 10月20日                    | 温泉むすめトークイベント＠明神カフェ Vol.2                                        | 明神カフェ                                                       | 湯の川聖羅（野口瑠璃子）、那須一与（佐藤舞） |
| 11月12日                    | YUKEMURI FESTA Vol.7＠羽田空港                                                    | TIAT SKY HALL                                                    | 草津結衣奈（高田憂希）、下呂美月（遠藤ゆりか）、有馬楓花（桑原由気） 花巻吹歌（飯田里穂）、いわきあろは（大坪由佳）、祖谷メグリ（長久友紀） |
| 11月19日                    | SPECIAL YUKEMURI FESTA in 仙台                                                    | EAGLES DOME                                                      | 草津結衣奈（高田憂希）、箱根彩耶（長江里加）、秋保那菜子（高橋花林） 有馬輪花（本宮佳奈）、道後泉海（篠田みなみ）、登別綾瀬（日岡なつみ） 下呂美月（遠藤ゆりか）、有馬楓花（桑原由気）、奏・バーデン・由布院（和多田美咲） |
| 12月10日                    | YUKEMURI FESTA Vol.8＠新橋                                                        | スペースFS汐留                                                   | 箱根彩耶（長江里加）、秋保那菜子（高橋花林）、道後泉海（篠田みなみ） 登別綾瀬（日岡なつみ）、有馬楓花（桑原由気） |
| 12月24日                    | 温泉むすめ SPRiNGS 2nd LIVE “NOW ON☆SENSATION!! Vol.2” 〜聖夜にワッチョイナ！！〜 | なかのZERO 大ホール                                              | 草津結衣奈（高田憂希）、箱根彩耶（長江里加）、秋保那菜子（高橋花林） 有馬輪花（本宮佳奈）、道後泉海（篠田みなみ）、登別綾瀬（日岡なつみ） 下呂美月（遠藤ゆりか）、有馬楓花（桑原由気）、奏・バーデン・由布院（和多田美咲） |
| 2018年（平成30年）          |                                                                                   |                                                                  | |
| 1月8日                      | りなメロ vol.3                                                                    | リナシティかのや ホール                                          | 指宿絵璃菜（松田颯水）、奏・バーデン・由布院（和多田美咲）、あしずり星（大空直美） その他（遠藤正明、きただにひろし、ChouCho） |
| 1月14日                     | YUKEMURI FESTA Vol.9＠羽田空港                                                    | TIAT SKY HALL                                                    | 草津結衣奈（高田憂希）、道後泉海（篠田みなみ）、箱根彩耶（長江里加） 長門櫻（千本木彩花）、塩原八弥（澤田美晴）、那須一与（佐藤舞） |
| 2月11日                     | YUKEMURI FESTA Vol.10＠羽田空港                                                   | TIAT SKY HALL                                                    | 草津結衣奈（高田憂希）、登別綾瀬（日岡なつみ）、奏・バーデン・由布院（和多田美咲） 熱海初夏（本渡楓）、あしずり星（大空直美）、湯郷未彩（岡咲美保） |
| 2月18日                     | まけんグミフェス 2018                                                             | 新木場スタジオコースト                                           | 有馬輪花（本宮佳奈）、湯郷未彩（岡咲美保）、龍神晴（中島由貴） 定山渓泉美（小野早稀）、強羅かんな（前田佳織里） |
| 3月11日                     | SPECIAL YUKEMURI FESTA in 別府                                                    | 芝居の湯 （別府市コミュニティーセンター）                        | 草津結衣奈（高田憂希）、有馬楓花（桑原由気）、奏・バーデン・由布院（和多田美咲） 鬼怒川日向（富田美憂）、玉造彗（田澤茉純）、別府環綺（岩橋由佳） |
| 3月31日                     | YUKEMURI TOCHIGI FESTA in 鬼怒川                                                  | ホテル鬼怒川御苑                                                 | 草津結衣奈（高田憂希）、鬼怒川日向（富田美憂） 那須一与（佐藤舞）、塩原八弥（澤田美晴） |
| 4月8日                      | YUKEMURI FESTA Vol.11＠羽田空港                                                   | TIAT SKY HALL                                                    | 草津結衣奈（高田憂希）、有馬輪花（本宮佳奈）、登別綾瀬（日岡なつみ） 黒川姫楽（田中美海）、城崎亜莉咲（山下七海）、奥飛騨五十鈴（竹尾歩美） |
| 4月14日                     | 温泉むすめ SPRiNGS 2nd LIVE BD スペシャル上映会＆トークショー                     | ユナイテッド・シネマ アクアシティお台場                          | 第1回目：長江里加、本宮佳奈、篠田みなみ、日岡なつみ、桑原由気、和多田美咲 第2回目：長江里加、高橋花林、本宮佳奈、篠田みなみ、日岡なつみ、桑原由気、和多田美咲 |
| 5月5日                      | 温泉むすめ放送部「公開録音＆お渡し会」Vol.1                                       | 秋葉原UDX-4Fギャラリー Next-2                                    | 天津向（用務員兼臨時顧問）、塩江修子（田辺留依）、四万治佳（小山百代）、鳥羽亜矢海（会沢紗弥） |
| 5月13日                     | YUKEMURI FESTA Vol.12＠羽田空港                                                   | TIAT SKY HALL                                                    | 秋保那菜子（高橋花林）、有馬輪花（本宮佳奈）、登別綾瀬（日岡なつみ）、奏・バーデン・由布院（和多田美咲） 万座千斗星（井澤美香子）、武雄星知（深川芹亜）、作並日果（赤尾ひかる） |
| 5月19日                     | 温泉むすめ 3rd LIVE                                                               | かつしかシンフォニーヒルズ モーツァルトホール                    | SPRiNGS、AKATSUKI、LUSH STAR☆、Adhara |
| 6月2日                      | 箱根 芦ノ湖遊覧船貸切イベント                                                     | 箱根 芦ノ湖遊覧船 （伊豆箱根鉄道）                               | 箱根彩耶（長江里加）、湯河原伊露羽（大和田仁美）、強羅かんな（前田佳織里）、修善寺透子（山口愛）、天津向 |
| 6月10日                     | YUKEMURI FESTA Vol.13＠羽田空港                                                   | TIAT SKY HALL                                                    | 有馬輪花（本宮佳奈）、下呂美月（佐伯伊織）、有馬楓花（桑原由気） 原鶴美鵺（石飛恵里花）、湯田中渋穂波（大森日雅）、洞川蓮（久保ユリカ） |
| 7月8日                      | YUKEMURI FESTA Vol.14＠羽田空港                                                   | TIAT SKY HALL                                                    | 草津結衣奈（高田憂希）、箱根彩耶（長江里加）、有馬楓花（桑原由気） 鈍川まなみ（小原莉子）、雲仙伊乃里（奥野香耶）、飯坂真尋（吉岡茉祐） |
| 7月28日                     | こえよせ〜温泉宴会型声優寄席〜                                                    | 東京天然温泉古代の湯                                             | 奏・バーデン・由布院（和多田美咲）、阿蘇ほむら（髙橋麻里）、強羅かんな（前田佳織里）、天津向 |
| 8月5日                      | SPECIAL YUKEMURI FESTA in 札幌                                                    | Zepp Sapporo                                                     | 草津結衣奈（高田憂希）、箱根 彩耶（長江里加）、秋保那菜子（高橋花林） 有馬輪花（本宮佳奈）、道後泉海（篠田みなみ）、登別綾瀬（日岡なつみ） 下呂美月（佐伯伊織）、有馬 楓花（桑原由気）、奏・バーデン・由布院（和多田美咲） |
| 8月18日 8月19日             | SUMMER SONIC 2018                                                                 | ZOZOマリンスタジアム＆幕張メッセ                                 | 18日：petit corolla 伊香保葉凪（茜屋日海夏）、嬉野六香（小澤亜李）、城崎亜莉咲（山下七海） 伊東椿月（鈴木絵理） 19日：SPRiNGS選抜 |
| 9月9日                      | YUKEMURI FESTA Vol.15＠羽田空港                                                   | TIAT SKY HALL                                                    | 箱根彩耶（長江里加）、登別綾瀬（日岡なつみ）、下呂美月（佐伯伊織） 観音登世実（古賀葵）、龍神晴（中島由貴）、下田莉華（南早紀） |
| 9月30日                     | SPECIAL YUKEMURI FESTA in 松山（道後）                                            | 松山サロンキティ                                                 | 道後泉海（篠田みなみ）、あしずり星（大空直美）、祖谷メグリ（長久友紀） 鈍川まなみ（小原莉子） |
| 10月28日                    | 温泉むすめ SPECIAL YUKEMURI FESTA in KOBE Vol.3                                   | XEBEC HALL                                                       | 有馬輪花（本宮佳奈）、有馬楓花（桑原由気）、城崎亜莉咲（山下七海） 尖石内湾（安齋由香里） |
| 11月11日                    | YUKEMURI FESTA Vol.16＠羽田空港                                                   | TIAT SKY HALL                                                    | 有馬輪花（本宮佳奈）、有馬楓花（桑原由気）、奏・バーデン・由布院（和多田美咲） 磐梯熱海萩（津田美波）、定山渓泉美（小野早稀）、伊香保葉凪（茜屋日海夏） |
| 12月9日                     | YUKEMURI FESTA Vol.17＠羽田空港                                                   | TIAT SKY HALL                                                    | 草津結衣奈（高田憂希）、秋保那菜子（高橋花林）、下呂美月（佐伯伊織） 阿蘇ほむら（髙橋麻里）、日田絢芽（田中音緒）、秩父美祭（稲川英里） |
| 12月22日                    | 温泉むすめ 4th LIVE “NOW ON☆SENSATION!!” 〜聖夜にワッチョイナ！！ Vol.2〜         | カルッツ川崎 大ホール                                            | 草津結衣奈（高田憂希）、箱根彩耶（長江里加）、秋保那菜子（高橋花林） 有馬輪花（本宮佳奈）、道後泉海（篠田みなみ）、登別綾瀬（日岡なつみ） んｍ、、有馬楓花（桑原由気）、奏・バーデン・由布院（和多田美咲） 鬼怒川日向（富田美憂）、玉造彗（田澤茉純）、別府環綺（岩橋由佳） 大手町梨稟 （楠木ともり） いわきあろは（大坪由佳）、万座千斗星（井澤美香子）、定山渓泉美（小野早稀） 他予定 |
| 2019年（平成31年/令和元年） |                                                                                   |                                                                  | |
| 1月13日                     | YUKEMURI FESTA Vol.18＠羽田空港                                                   | TIAT SKY HALL                                                    | 草津結衣奈（高田憂希）、箱根彩耶（長江里加）、有馬楓花（桑原由気） 鬼怒川日向（富田美憂）、玉造彗（田澤茉純）、別府環綺（岩橋由佳） |
| 2月3日                      | 温泉むすめ AKATSUKI 1st Live 〜艶〜                                               | 代官山 SPACE ODD                                                 | ＜AKATSUKI＞ 鬼怒川日向（富田美憂）、玉造彗（田澤茉純）、別府環綺（岩橋由佳） |
| 2月10日                     | YUKEMURI FESTA Vol.19＠羽田空港                                                   | TIAT SKY HALL                                                    | 草津結衣奈（高田憂希）、箱根彩耶（長江里加）、秋保那菜子（高橋花林） 雲仙伊乃里（奥野香耶）、人吉青井（青山吉能）、霧島黒恵（二ノ宮愛子） |
| 2月16日                     | 草津温泉イベント                                                                  | 草津温泉 熱乃湯                                                  | 草津結衣奈（高田憂希） |
| 3月3日                      | 第5回関係者トークショー ＆下呂美月誕生祭                                          | 東京アニメセンター in DNPプラザ 2Fイベントスペース               | 1部：橋本竜、吉村尚紀、佐藤寿昭、岡本空 2部：天津向、下呂美月（佐伯伊織）、奥飛騨五十鈴（竹尾歩美）、平湯みつば（堀場美希） |
| 3月10日                     | YUKEMURI FESTA Vol.20＠羽田空港 ファイナル                                        | TIAT SKY HALL                                                    | 草津結衣奈（高田憂希）、有馬楓花（桑原由気）、下呂美月（佐伯伊織） 湯郷未彩（岡咲美保）、榊原伊都（香里有佐）、松島名月（永野愛理） |
| 3月17日                     | 雲仙温泉トークショー                                                              | 雲仙スカイホテル                                                 | 雲仙伊乃里（奥野香耶）、有馬楓花（桑原由気） |
| 3月30日                     | SPECIAL YUKEMURI FESTA in 箱根（小田原）                                          | 小田急ロマンスカー （新宿 - 小田原） TOHOシネマズ 小田原         | 箱根彩耶（長江里加）、鈍川まなみ（小原莉子）、原鶴美鵺（石飛恵里花） 山代八咫（星希成奏）、鳥羽亜矢海（会沢紗弥） |
| 4月14日                     | 草津温泉トークショー                                                              | 草津温泉 熱乃湯                                                  | 草津結衣奈（高田憂希）、犬鳴山命（中島唯）、指宿絵璃菜（松田颯水） |
| 5月4日                      | 大分トリニータ vs サガン鳥栖戦                                                    | 昭和電工ドーム大分                                               | 別府環綺（岩橋由佳）、奏・バーデン・由布院（和多田美咲）、原鶴美鵺（石飛恵里花）、武雄星知（深川芹亜） |
| 5月19日                     | 草津温泉トークイベント Vol.3                                                      | 草津温泉 熱乃湯                                                  | 草津結衣奈（高田憂希）、飯坂真尋（吉岡茉祐）、松島名月（永野愛理） |
| 5月26日                     | Adhara 1st Live 〜SEIRIOS〜                                                       | 秋葉原P.A.R.M.S                                                  | 黒川姫楽（田中美海）、乳頭和（三上枝織）、白骨朋依（新田ひより）、こんぴら桃萌（吉田有里）、湯の川聖羅（野口瑠璃子） |
| 6月2日                      | SPECIAL YUKEMURI FESTA in YUMURA                                                  | 新温泉町文化体育館「夢ホール」                                   | 湯村千代（高木美佑）、城崎亜莉咲（山下七海）、有馬輪花（本宮佳奈） |
| 6月16日                     | 『温泉むすめ ゆのはなこれくしょん』第一回総選挙 シークレットライブ                | 吉祥寺CLUB SEATA                                                 | 黒川姫楽（田中美海）、伊香保葉凪（茜屋日海夏）、祖谷メグリ（長久友紀）、雲仙伊乃里（奥野香耶）、山代八咫（星希成奏） |
| 6月23日                     | 草津温泉トークイベント Vol.4                                                      | 草津温泉 熱乃湯                                                  | 四万治佳（小山百代）、いわきあろは（大坪由佳）、万座千斗星（井澤美香子）、定山渓泉美（小野早稀） |
| 7月7日                      | 温泉むすめ 師範学校 課外活動 Vol.1                                                | 東京アニメセンター in DNPプラザ 2F イベントゾーン                | 温泉むすめ師範学校 警備員（天津向）、石和紅（秦 佐和子）、あつみ詩鶴（中恵光城）、赤倉茅咲（古川由利奈）、山の神皐月（仲谷明香） |
| 7月21日                     | こえずか×温泉むすめ                                                               | 浜離宮朝日ホール 小ホール                                        | 人吉青井（青山吉能）、あしずり星（大空直美）、芦原小梅（相良茉優）、日田絢芽（田中音緒）、舘山寺萌湖（豊田萌絵）、箱根彩耶（長江里加）、松島名月（永野愛理）、三朝歌蓮（山根綺）、奥飛騨五十鈴（竹尾歩美）、祖谷めぐり（長久友紀）、仙石原三香沙（成海瑠奈）、MC（天津向） |
| 8月4日                      | 温泉むすめトークイベント in 有馬涼風川座敷                                        | 有馬川親水公園                                                   | 有馬楓花（桑原由気） 湯村千代（高木美佑） |
| 9月14日                     | トークイベント                                                                    | 飯坂温泉 吉川屋                                                  | 飯坂真尋（吉岡茉祐） 雲仙伊乃理（奥野香耶） |
| 9月22日                     | 温泉むすめ 師範学校 課外活動 Vol.2 in 熱海                                        | 南熱海マリンホール                                               | 温泉むすめ師範学校 警備員（天津向）、熱海初夏（本渡楓）、いわきあろは（大坪由佳）、舘山寺萌湖（豊田萌絵） |
| 10月20日                    | オンゲキ×温泉むすめコラボライブ 温ゲキむすめ                                      | 秋葉原P.A.R.M.S(パセラリゾーツAKIBAマルチエンターテインメント7F) | 阿蘇ほむら（髙橋麻里）、強羅かんな（前田佳織里）、鳥羽亜矢海（会沢紗弥） その他（赤尾ひかる、橋本ちなみ、春野杏） |
| 10月26日                    | 温泉むすめコンプリートアルバム発売記念イベント                                    | とらのあな秋葉原店C イベントスペース                             | 草津結衣奈（高田憂希）、箱根彩耶（長江里加）、秋保那菜子（高橋花林）、有馬楓花（桑原由気）、奏・バーデン・由布院（和多田美咲） |
| 11月16日                    | 温泉むすめ 師範学校 課外活動 Vol.4 in 諏訪                                        | 片倉館                                                           | 温泉むすめ師範学校 警備員（天津向）、上諏訪雫音（諏訪ななか）、下諏訪綿音（菅野真衣）、野沢菜々（桃河りか）、昼神夜空（岩井映美里） |
| 11月17日                    | Kleissis Resonance〜with 温泉むすめ〜                                             | 文化放送メディアプラスホール                                     | 塩原八弥（澤田美晴）、鈍川まなみ（小原莉子）、芦原小梅（相良茉優） Kleissis（田中有紀、山田麻莉奈、髙橋麻里、元吉有希子、金子有希） |
| 12月8日                     | 温泉むすめ 師範学校 課外活動 Vol.5 in 京都                                        | 金剛能楽堂                                                       | 温泉むすめ師範学校 警備員（天津向）、黒川姫楽（田中美海）、雲仙伊乃里（奥野香耶）、阿蘇ほむら（髙橋麻里）、嵐山紫雨（上田 瞳） |

## コラボなど

### 温泉地による公認
| 温泉地           | 認定日                     | キャラクター等         | 認定者                    | 名義                                   | 備考                             |
| ---------------- | -------------------------- | ---------------------- | ------------------------- | -------------------------------------- | -------------------------------- |
| 有馬温泉         | 2017年（平成29年）10月1日  | 有馬輪花 有馬楓花      | 有馬温泉観光協会          | 有馬温泉特別観光大使                   |                                  |
| 有馬温泉         | 2019年（令和元年）8月4日   | 有馬輪花 有馬楓花      | 神戸市 神戸市経済観光局   |                                        | 公認キャラクター                 |
| 道後温泉         | 2018年（平成30年）9月29日  | 道後泉海 篠田みなみ    | 道後温泉旅館協同組合      | 道後温泉観光親善大使                   |                                  |
| 尖石温泉         | 2018年（平成30年）10月28日 | 尖石内湾               | 台湾新竹県政府            | 新竹県温泉大使                         |                                  |
| 湯村温泉         | 2019年（令和元年）9月6日   | 湯村千代               | 新温泉町 湯村温泉観光協会 | 湯村温泉（新温泉町）観光大使           |                                  |
| 湯村温泉         | 2019年（令和元年）9月6日   | 高木美佑               | 新温泉町 湯村温泉観光協会 | 湯村温泉（新温泉町）特別観光大使       |                                  |
| 飯坂温泉         | 2019年（令和元年）9月4日   | 飯坂真尋 吉岡茉祐      | 飯坂温泉観光協会          | 飯坂温泉特別観光大使                   |                                  |
| 南紀勝浦温泉     | 2019年（令和元年）9月16日  | 南紀勝浦樹紀 吉岡麻耶  | 南紀勝浦温泉旅館組合      | 南紀勝浦温泉大使                       |                                  |
| 小野川温泉       | 2019年（令和元年）10月1日  | 小野川小町 村上奈津実  | 米沢市                    | おしょうしな観光大使                   |                                  |
| 鳥羽温泉郷       | 2020年（令和2年）1月26日   | 鳥羽亜矢海 会沢紗弥    | 鳥羽市温泉振興会          | 鳥羽温泉郷観光大使                     |                                  |
| 松島温泉         | 2020年（令和2年）8月23日   | 松島名月               | 松島観光協会              | 松島キャンペーンレディ（観光親善大使） |                                  |
| 層雲峡温泉       | 2020年（令和2年）10月1日   | 雪・キャニオン・層雲峡 | 層雲峡観光協会            | 層雲峡温泉大使                         |                                  |
| 湯原温泉         | 2020年（令和2年）11月26日  | 湯原砂和               | 湯原町旅館協同組合        | 湯原温泉特別観光大使                   |                                  |
| 湯郷温泉         | 2020年（令和2年）11月26日  | 湯郷未彩               | 湯郷温泉旅館協同組合      | 湯郷温泉特別観光大使                   |                                  |
| 奥津温泉         | 2020年（令和2年）11月26日  | 奥津かがみ             | 鏡野町観光協会            | 奥津温泉特別観光大使                   |                                  |
| 三朝温泉         | 2021年（令和3年）3月3日    | 三朝歌蓮               | 三朝町                    | 三朝温泉観光大使                       | 三朝町の特別住民票も交付された。 |
| 塩原温泉         | 2021年（令和3年）6月30日   | 塩原八弥               | 塩原温泉観光協会          | 初代塩原温泉観光大使                   |                                  |
| 玉造温泉         | 2021年（令和3年）7月7日    | 玉造彗                 | 松江市                    | 松江観光大使                           |                                  |
| 松江しんじ湖温泉 | 2021年（令和3年）7月7日    | 松江しんじ湖しじみ     | 松江市                    | 松江観光大使                           |                                  |
| はわい温泉       | 2022年（令和4年）11月3日   | はわい東郷浮乃         | 湯梨浜町                  | 湯梨浜観光大使                         |                                  |

### その他のコラボ
明神カフェ
2017年（平成29年）10月3日から10月31日まで、温泉むすめ初のコラボカフェを開催。当初は10月24日までの予定だったが、好評につき31日まで延長された。コラボ期間中はオリジナルフードメニューやキャラクターをイメージしたドリンクが用意された他、トークイベントが10月13日と10月20日の2回行われた。
スカイマーク
スカイマークの神戸 = 仙台路線が2017年（平成29年）7月からの再就航したことを記念し、応援キャラクターに温泉むすめを採用。スカイマークの搭乗券の半券と引き換えに、缶バッジがSPECIAL YUKEMURI FESTA in 神戸 Vol.2、有馬温泉観光案内所、及びSPECIAL YUKEMURI FESTA in 仙台にて配布された他、神戸と仙台のイベント参加者に特製ステッカーが配布された。また、機内誌にて温泉むすめが紹介された他、神戸空港には有馬輪花、仙台空港には秋保那菜子の等身大パネルが設置された。
東北楽天ゴールデンイーグルス
2017年（平成29年）11月19日のSPECIAL YUKEMURI FESTA in 仙台にあわせて、コラボグッズが発売された。
ダウンロードボイス
クラリオンのカーナビゲーションで、標準のナビゲーション誘導音声を、著名人・キャラクターの音声に変える機能である。2017年（平成29年）11月22日、温泉むすめとのコラボが発表され、SPRiNGSのメンバー9人の誘導音声が発売されている。またコラボ第二弾として2018年（平成30年）12月17日には、熱海初夏、伊香保葉凪、いわきあろは、龍神晴、河口湖多佳美、雲仙伊乃里、磐梯熱海萩の誘導音声が発売されている。
CHUNITHM STAR PLUS
2018年（平成30年）4月5日から5月9日まで、セガ・インタラクティブの音楽ゲーム「CHUNITHM STAR PLUS」とのコラボが行われた。
有馬温泉
有馬温泉観光協会より有馬輪花と有馬楓花が有馬温泉の特別観光大使に任命され、様々なコラボが行われている。2017年（平成29年）10月15日のSPECIAL YUKEMURI FESTA in 神戸 Vol.2にて任命式が行われた。2019年（令和元年）8月5日には両キャラクターが神戸市および神戸市経済観光局の公認を受けた。
秋保温泉
2017年（平成29年）11月に、秋保温泉のホテル「KYOU BAR LOUNGE & INN」宿泊者限定のトークイベントとオリジナルグッズがセットになった温泉むすめコラボプランが抽選で発売された。
別府温泉
2018年（平成30年）3月のSPECIAL YUKEMURI FESTA in 別府にあわせてコラボを実施。ホテルニューツルタの外来入浴者とコラボプランの宿泊者に温泉むすめステッカーを配布。また、海地獄の売店にて入浴剤（えんまんの湯）購入者にステッカーを配布。
北神急行電鉄
2018年（平成30年）6月1日から7月1日まで、北神急行電鉄のマスコットキャラクター「北神弓子」とコラボが行われ、缶バッジの販売及びヘッドマーク提出車両の運行が行われた。
道後温泉
2018年（平成30年）3月7日、道後温泉本館保存修理のサポーターに就任した。9月29日、道後泉海と声を担当する篠田みなみの2名が、道後温泉旅館協同組合から「道後温泉観光親善大使」に任命された。
スポーツ報知
2018年（平成30年）10月2日、「温泉むすめ新聞」の定期発行が始まり「温泉むすめ新聞部」が創られ、部長に秋保那菜子役の高橋花林が就任した。
鉄道むすめ
2019年（平成31年）3月30日に開催された小田急ロマンスカー貸し切りイベント「SPECIAL YUKEMURI FESTA in 箱根」にて、参加者全員に特製コラボステッカーが贈られた。なお全国の駅や位置情報を使ったコラボイベントも企画中と報じられている。
ステーションメモリーズ!
2019年（令和元年）5月24日から、「温泉むすめ×駅メモ!」コラボイベントが開催。その後、新型コロナウイルス感染症対策本部からの発表を受けて2020年（令和2年）3月6日から一時中断するも、7月1日より再開された。

## 関連製品

### 音楽
- 2017年（平成29年）7月26日に1st、2ndミニアルバムが発売され、同年9月20日より日本コロムビアから5グループそれぞれのシングルCDが発売された。
- 2018年（平成30年）12月25日に自主レーベルのJewelry Box Recordsから大手町梨稟、OH YOU LADY?のシングルCDが発売され、その後、アルバム2つなどが配信された。
- 2019年（令和元年）10月16日にJewelry Box Recordsから改名した[70]OMUSUBI RECORDSからコンプリートアルバムが発売された。同日に発売されたコンプリートBOXは3枚のコンプリートアルバムに4th LIVE夜の部の映像（19曲）を収録[71]、販売店鋪によっては4th LIVEのライブ音源のCDも付属する[72]。

| 発売日                     | タイトル                                             | 歌唱                                                              | 規格品番            | 最高位 |
| CD                         | CD                                                   | CD                                                                | CD                  | CD     |
| -------------------------- | ---------------------------------------------------- | ----------------------------------------------------------------- | ------------------- | ------ |
| 2017年（平成29年）7月26日  | ユノハナプロローグ                                   | SPRiNGS                                                           | ENBD-0001 ENBD-0002 | 152位  |
| 2017年（平成29年）7月26日  | 追憶カレイドスコープ                                 | SPRiNGS                                                           | ENBD-0003           | 123位  |
| 2017年（平成29年）9月20日  | Hang out!!!                                          | AKATSUKI                                                          | COCC-17351          | 65位   |
| 2017年（平成29年）10月4日  | LUSH STAR☆                                           | LUSH STAR☆                                                        | COCC-17352          | 89位   |
| 2017年（平成29年）10月18日 | イプシロン進化論                                     | Adhara                                                            | COCC-17353          | 49位   |
| 2017年（平成29年）11月1日  | ハミングDays                                         | petit corolla                                                     | COCC-17354          | 74位   |
| 2017年（平成29年）11月15日 | Hop Step Jump!                                       | SPRiNGS                                                           | COCC-17355          | 77位   |
| 2018年（平成30年）12月25日 | Passionate Journey                                   | 大手町梨稟（楠木ともり）                                          | JBRC-10001          | 120位  |
| 2018年（平成30年）12月25日 | レイニーボーイフレンド                               | OH YOU LADY?                                                      | JBRC-10002          |        |
| 2019年（令和元年）10月16日 | 温泉むすめコンプリートアルバムBOX                    |                                                                   | GQCS-90770/3        | 174位  |
| 2019年（令和元年）10月16日 | 温泉むすめコンプリートアルバム Vol.1〈SPRiNGS SIDE〉 |                                                                   | GQCS-90763          |        |
| 2019年（令和元年）10月16日 | 温泉むすめコンプリートアルバム Vol.2〈UNIT SIDE〉    |                                                                   | GQCS-90764          |        |
| 2019年（令和元年）10月16日 | 温泉むすめコンプリートアルバム Vol.3〈SOLO SIDE〉    |                                                                   | GQCS-90765          |        |
| 配信                       |                                                      |                                                                   |                     |        |
| 2018年（平成30年）12月25日 | Diversity                                            |                                                                   |                     |        |
| 2019年（平成31年）4月26日  | 追伸、ありがとう                                     | ゆのはな選抜                                                      |                     |        |
| 2019年（令和元年）5月10日  | 咲かせよ、沸かせよ、バンバンBURN!                    | 下呂美月（佐伯伊織）                                              |                     |        |
| 2019年（令和元年）7月17日  | SELECTION                                            |                                                                   |                     |        |
| 2019年（令和元年）12月13日 | キズナ結び、エン結び                                 | 草津結衣奈（高田憂希）                                            |                     |        |
| 2020年（令和2年）3月20日   | 進化形ミライ                                         | 有馬輪花（本宮佳奈）                                              |                     |        |
| 2020年（令和2年）5月15日   | Road to Shine                                        | 箱根彩耶（長江里加）                                              |                     |        |
| 2020年（令和2年）9月16日   | 恋の詩より恋だっちゃ?                                | 秋保那菜子（高橋花林）                                            |                     |        |
| 2020年（令和2年）12月24日  | 湯けむりトキメキゲーム                               | 登別綾瀬（日岡なつみ）                                            |                     |        |
| 2021年（令和3年）3月18日   | ユメを抱いて生きてく私たち                           | 奏・バーデン・由布院（和多田美咲）                                |                     |        |
| 2021年（令和3年）8月27日   | TSUBASA AWAKENING                                    | 下呂美月（佐伯伊織）                                              |                     |        |
| 2022年（令和4年）9月12日   | アッツイ! 熱いぜ!!                                   | 飯坂真尋 (吉岡茉祐)                                               |                     |        |
| 2022年（令和4年）9月12日   | セカイはスキで動いてる!                              | 塩原八弥 (澤田美晴)                                               |                     |        |
| 2022年（令和4年）9月12日   | きっとこころは                                       | 三朝歌蓮 (山根綺)                                                 |                     |        |
| 2022年（令和4年）10月21日  | 涌遊スマイルパワー                                   | 飯坂真尋 (吉岡茉祐), 松島名月 (永野愛理), 小野川小町 (村上奈津実) |                     |        |

それぞれの収録内容は以下の通り。
| 全作詞: 唐沢美帆。 |                                       |           |           |                    |         |      |
| #                  | タイトル                              | 作詞      | 作曲      | 編曲               | 歌唱    | 時間 |
| 1.                 | 「未来イマジネーション!」             | 唐沢美帆  | Kon-K     | Kon-K              | SPRiNGS | 3:49 |
| 2.                 | 「70億分の9の奇跡」                   | 唐沢美帆  | 山田竜平  | 山田竜平、川崎智哉 | SPRiNGS | 4:13 |
| 3.                 | 「青春サイダー」                      | 唐沢美帆  | 磯崎健史  | 陶山隼             | SPRiNGS | 4:08 |
| 4.                 | 「Ambition」                          | 唐沢美帆  | 加藤裕介  | 加藤裕介           | SPRiNGS | 3:42 |
| 5.                 | 「粉雪フレンズ」                      | 唐沢美帆  | Kon-K     | Kon-K              | SPRiNGS | 4:25 |
| 6.                 | 「未来イマジネーション! (Off Vocal)」 | 唐沢美帆  | Kon-K     | Kon-K              |         | 3:48 |
| 7.                 | 「70億分の9の奇跡 (Off Vocal)」       | 唐沢美帆  | 山田竜平  | 山田竜平、川崎智哉 |         | 4:13 |
| 8.                 | 「青春サイダー (Off Vocal)」          | 唐沢美帆  | 磯崎健史  | 陶山隼             |         | 4:08 |
| 9.                 | 「Ambition (Off Vocal)」              | 唐沢美帆  | 加藤裕介  | 加藤裕介           |         | 3:42 |
| 10.                | 「粉雪フレンズ (Off Vocal)」          | 唐沢美帆  | Kon-K     | Kon-K              |         | 4:23 |
| 合計時間:          | 合計時間:                             | 合計時間: | 合計時間: | 合計時間:          | 40:31   |      |

| 全作詞: 唐沢美帆。 |                                    |           |           |           |                  |      |
| #                  | タイトル                           | 作詞      | 作曲      | 編曲      | 歌唱             | 時間 |
| 1.                 | 「純情 -SAKURA-」                  | 唐沢美帆  | 加藤裕介  | 加藤裕介  | SPRiNGS          | 3:47 |
| 2.                 | 「ロマンスの林檎」                 | 唐沢美帆  | Kon-K     | Kon-K     | しゃんぷーはっと | 4:22 |
| 3.                 | 「SILENT VOICES」                  | 唐沢美帆  | 山田竜平  | 陶山隼    | 雪月花           | 4:59 |
| 4.                 | 「おはようジャポニカ」             | 唐沢美帆  | Kon-K     | Kon-K     | SPicA            | 4:28 |
| 5.                 | 「さよなら花火」                   | 唐沢美帆  | 浅利進吾  | 浅利進吾  | SPRiNGS          | 4:05 |
| 6.                 | 「純情 -SAKURA- (Off Vocal)」      | 唐沢美帆  | 加藤裕介  | 加藤裕介  |                  | 3:47 |
| 7.                 | 「ロマンスの林檎 (Off Vocal)」     | 唐沢美帆  | Kon-K     | Kon-K     |                  | 4:22 |
| 8.                 | 「SILENT VOICES (Off Vocal)」      | 唐沢美帆  | 山田竜平  | 陶山隼    |                  | 4:59 |
| 9.                 | 「おはようジャポニカ (Off Vocal)」 | 唐沢美帆  | Kon-K     | Kon-K     |                  | 4:28 |
| 10.                | 「さよなら花火 (Off Vocal)」       | 唐沢美帆  | 浅利進吾  | 浅利進吾  |                  | 4:03 |
| 合計時間:          | 合計時間:                          | 合計時間: | 合計時間: | 合計時間: | 43:20            |      |

| 全作詞: 唐沢美帆。 |                                       |           |           |           |          |      |
| #                  | タイトル                              | 作詞      | 作曲      | 編曲      | 歌唱     | 時間 |
| 1.                 | 「Hang out!!!」                       | 唐沢美帆  | 原一博    | 陶山隼    | AKATSUKI | 4:09 |
| 2.                 | 「Never ending dream」                | 唐沢美帆  | SHIBU     | SHIBU     | AKATSUKI | 4:17 |
| 3.                 | 「Hang out!!! (Instrumental)」        | 唐沢美帆  | 原一博    | 陶山隼    |          | 4:09 |
| 4.                 | 「Never ending dream (Instrumental)」 | 唐沢美帆  | SHIBU     | SHIBU     |          | 4:14 |
| 合計時間:          | 合計時間:                             | 合計時間: | 合計時間: | 合計時間: | 16:49    |      |

| 全作詞: 唐沢美帆。 |                                     |           |           |           |            |      |
| #                  | タイトル                            | 作詞      | 作曲      | 編曲      | 歌唱       | 時間 |
| 1.                 | 「LUSH STAR☆」                      | 唐沢美帆  | 小野貴光  | 玉木千尋  | LUSH STAR☆ | 3:41 |
| 2.                 | 「恋と名付けたもの」                | 唐沢美帆  | 羽岡佳    | 佐藤清喜  | LUSH STAR☆ | 4:12 |
| 3.                 | 「LUSH STAR☆ (Instrumental)」       | 唐沢美帆  | 小野貴光  | 玉木千尋  |            | 3:41 |
| 4.                 | 「恋と名付けたもの (Instrumental)」 | 唐沢美帆  | 羽岡佳    | 佐藤清喜  |            | 4:10 |
| 合計時間:          | 合計時間:                           | 合計時間: | 合計時間: | 合計時間: | 15:44      |      |

| 全作詞: 唐沢美帆。 |                                     |           |            |        |      |
| #                  | タイトル                            | 作詞      | 作曲・編曲 | 歌唱   | 時間 |
| 1.                 | 「イプシロン進化論」                | 唐沢美帆  | 山下智矢   | Adhara | 4:36 |
| 2.                 | 「孤高のピエロ」                    | 唐沢美帆  | 渡辺徹     | Adhara | 3:26 |
| 3.                 | 「イプシロン進化論 (Instrumental)」 | 唐沢美帆  | 山下智矢   |        | 4:35 |
| 4.                 | 「孤高のピエロ (Instrumental)」     | 唐沢美帆  | 渡辺徹     |        | 3:24 |
| 合計時間:          | 合計時間:                           | 合計時間: | 合計時間:  | 16:01  |      |

| 全作詞: 唐沢美帆。 |                                 |           |            |               |      |
| #                  | タイトル                        | 作詞      | 作曲・編曲 | 歌唱          | 時間 |
| 1.                 | 「ハミングDays」                | 唐沢美帆  | 矢鴇つかさ | petit corolla | 4:47 |
| 2.                 | 「Petit Etoile」                | 唐沢美帆  | 本多友紀   | petit corolla | 4:05 |
| 3.                 | 「ハミングDays (Instrumental)」 | 唐沢美帆  | 矢鴇つかさ |               | 4:46 |
| 4.                 | 「Petit Etoile (Instrumental)」 | 唐沢美帆  | 本多友紀   |               | 4:04 |
| 合計時間:          | 合計時間:                       | 合計時間: | 合計時間:  | 17:42         |      |

| 全作詞: 唐沢美帆。 |                                   |           |            |         |      |
| #                  | タイトル                          | 作詞      | 作曲・編曲 | 歌唱    | 時間 |
| 1.                 | 「Hop Step Jump!」                | 唐沢美帆  | 浅利進吾   | SPRiNGS | 4:59 |
| 2.                 | 「おんくり」                      | 唐沢美帆  | 山下洋介   | SPRiNGS | 5:01 |
| 3.                 | 「Hop Step Jump! (Instrumental)」 | 唐沢美帆  | 浅利進吾   |         | 4:57 |
| 4.                 | 「おんくり (Instrumental)」       | 唐沢美帆  | 山下洋介   |         | 5:00 |
| 合計時間:          | 合計時間:                         | 合計時間: | 合計時間:  | 19:57   |      |

| 全作詞: 畑亜貴。 |                                       |           |                              |                         |                          |      |
| #                | タイトル                              | 作詞      | 作曲                         | 編曲                    | 歌唱                     | 時間 |
| 1.               | 「Passionate Journey」                | 畑亜貴    | 松本隆宏、緒方友美、yamayama | 松本隆宏、yamayama      | 大手町梨稟（楠木ともり） | 4:06 |
| 2.               | 「願いキラキラきらり」                | 畑亜貴    | 光増ハジメ（FirstCall）      | 光増ハジメ（FirstCall） | 大手町梨稟（楠木ともり） | 4:24 |
| 3.               | 「Passionate Journey (Instrumental)」 | 畑亜貴    | 松本隆宏、緒方友美、yamayama | 松本隆宏、yamayama      |                          | 4:05 |
| 4.               | 「願いキラキラきらり (Instrumental)」 | 畑亜貴    | 光増ハジメ（FirstCall）      | 光増ハジメ（FirstCall） |                          | 4:20 |
| 合計時間:        | 合計時間:                             | 合計時間: | 合計時間:                    | 合計時間:               | 16:55                    |      |

| 全作詞: Maria Okada、全作曲: mattsbox、ABASS、D.Yamamori、全編曲: ABASS、D.Yamamori。 |                                           |             |                             |              |      |
| #                                                                                     | タイトル                                  | 作詞        | 作曲・編曲                  | 歌唱         | 時間 |
| 1.                                                                                    | 「レイニーボーイフレンド」                | Maria Okada | mattsbox、ABASS、D.Yamamori | OH YOU LADY? | 3:42 |
| 2.                                                                                    | 「ぽかぽか音頭」                          | Maria Okada | mattsbox、ABASS、D.Yamamori | OH YOU LADY? | 4:06 |
| 3.                                                                                    | 「レイニーボーイフレンド (Instrumental)」 | Maria Okada | mattsbox、ABASS、D.Yamamori |              | 3:42 |
| 4.                                                                                    | 「ぽかぽか音頭 (Instrumental)」           | Maria Okada | mattsbox、ABASS、D.Yamamori |              | 4:03 |
| 合計時間:                                                                             | 合計時間:                                 | 合計時間:   | 15:33                       |              |      |

| #         | タイトル                  | 作詞      | 作曲      | 編曲               | 歌唱             | 時間  |
| --------- | ------------------------- | --------- | --------- | ------------------ | ---------------- | ----- |
| 1.        | 「未来イマジネーション!」 | 唐沢美帆  | Kon-K     | Kon-K              | SPRiNGS          | 3:50  |
| 2.        | 「70億分の9の奇跡」       | 唐沢美帆  | 山田竜平  | 山田竜平、川崎智哉 | SPRiNGS          | 4:13  |
| 3.        | 「青春サイダー」          | 唐沢美帆  | 磯崎健史  | 陶山隼             | SPRiNGS          | 4:10  |
| 4.        | 「Ambition」              | 唐沢美帆  | 加藤裕介  | 加藤裕介           | SPRiNGS          | 3:42  |
| 5.        | 「粉雪フレンズ」          | 唐沢美帆  | Kon-K     | Kon-K              | SPRiNGS          | 4:24  |
| 6.        | 「純情 -SAKURA-」         | 唐沢美帆  | 加藤裕介  | 加藤裕介           | SPRiNGS          | 3:47  |
| 7.        | 「ロマンスの林檎」        | 唐沢美帆  | Kon-K     | Kon-K              | しゃんぷーはっと | 4:22  |
| 8.        | 「SILENT VOICES」         | 唐沢美帆  | 山田竜平  | 陶山隼             | 雪月花           | 5:01  |
| 9.        | 「おはようジャポニカ」    | 唐沢美帆  | Kon-K     | Kon-K              | SPicA            | 4:28  |
| 10.       | 「さよなら花火」          | 唐沢美帆  | 浅利進吾  | 浅利進吾           | SPRiNGS          | 4:05  |
| 11.       | 「Hop Step Jump!」        | 唐沢美帆  | 浅利進吾  | 浅利進吾           | SPRiNGS          | 4:58  |
| 12.       | 「おんくり」              | 唐沢美帆  | 山下洋介  | 山下洋介           | SPRiNGS          | 5:01  |
| 13.       | 「湯夢色バトン」          | 畑亜貴    | 佐伯高志  | 佐伯高志           | SPRiNGS          | 4:41  |
| 合計時間: | 合計時間:                 | 合計時間: | 合計時間: | 合計時間:          | 合計時間:        | 56:42 |

| #         | タイトル                             | 作詞                         | 作曲                    | 編曲                    | 歌唱          | 時間  |
| --------- | ------------------------------------ | ---------------------------- | ----------------------- | ----------------------- | ------------- | ----- |
| 1.        | 「Hang out!!!」                      | 唐沢美帆                     | 原一博                  | 陶山隼                  | AKATSUKI      | 4:09  |
| 2.        | 「Never ending dream」               | 唐沢美帆                     | SHIBU                   | SHIBU                   | AKATSUKI      | 4:16  |
| 3.        | 「情熱のパラディソ」                 | こだまさおり                 | 光増ハジメ（FirstCall） | 光増ハジメ（FirstCall） | AKATSUKI      | 3:54  |
| 4.        | 「暁のDiva」                         | こだまさおり                 | 光増ハジメ（FirstCall） | 光増ハジメ（FirstCall） | AKATSUKI      | 4:02  |
| 5.        | 「LUSH STAR☆」                       | 唐沢美帆                     | 小野貴光                | 玉木千尋                | LUSH STAR☆    | 3:39  |
| 6.        | 「恋と名付けたもの」                 | 唐沢美帆                     | 羽岡佳                  | 佐藤清喜                | LUSH STAR☆    | 4:10  |
| 7.        | 「イプシロン進化論」                 | 唐沢美帆                     | 山下智矢                | 山下智矢                | Adhara        | 4:36  |
| 8.        | 「孤高のピエロ」                     | 唐沢美帆                     | 渡辺徹                  | 渡辺徹                  | Adhara        | 3:25  |
| 9.        | 「星に集いし乙女の物語-プロローグ-」 | 月宮うさぎ（ULTRA-PRISM）    | 小池雅也（ULTRA-PRISM） | 小池雅也（ULTRA-PRISM） | Adhara        | 2:52  |
| 10.       | 「覚醒 sinfonia」                    | 月宮うさぎ（ULTRA-PRISM）    | 小池雅也（ULTRA-PRISM） | 小池雅也（ULTRA-PRISM） | Adhara        | 3:49  |
| 11.       | 「ハミングDays」                     | 唐沢美帆                     | 矢鴇つかさ              | 矢鴇つかさ              | petit corolla | 4:46  |
| 12.       | 「Petit Etoile」                     | 唐沢美帆                     | 本多友紀                | 本多友紀                | petit corolla | 4:04  |
| 13.       | 「レイニーボーイフレンド」           | 松本隆宏、緒方友美、yamayama | 松本隆宏、yamayama      | 松本隆宏、yamayama      | OH YOU LADY?  | 3:41  |
| 14.       | 「ぽかぽか音頭」                     | 松本隆宏、緒方友美、yamayama | 松本隆宏、yamayama      | 松本隆宏、yamayama      | OH YOU LADY?  | 4:04  |
| 合計時間: | 合計時間:                            | 合計時間:                    | 合計時間:               | 合計時間:               | 合計時間:     | 55:27 |

| #         | タイトル                              | 作詞                | 作曲                         | 編曲                    | 歌唱                                                     | 時間  |
| --------- | ------------------------------------- | ------------------- | ---------------------------- | ----------------------- | -------------------------------------------------------- | ----- |
| 1.        | 「未来の彼方」                        | 夕野ヨシミ（IOSYS） | コバヤシユウヤ（IOSYS）      | コバヤシユウヤ（IOSYS） | 草津結衣奈（高田憂希）、コーラス：尖石内湾（安齋由香里） | 4:31  |
| 2.        | 「うぇるかむ to ONSEN!!」             | こだまさおり        | 光増ハジメ（FirstCall）      | 光増ハジメ（FirstCall） | 道後泉海（篠田みなみ）                                   | 3:59  |
| 3.        | 「常しえの標」                        | こだまさおり        | 三浦博健                     | 三浦博健                | 山代八咫（星希成奏）                                     | 3:42  |
| 4.        | 「わたしオトナ化プラン♪」             | こだまさおり        | 高取ヒデアキ                 | 籠島裕昌                | 伊香保葉凪（茜屋日海夏）                                 | 3:59  |
| 5.        | 「祈りは風のように」                  | こだまさおり        | 三浦博健                     | 三浦博健                | 雲仙伊乃里（奥野香耶）                                   | 3:45  |
| 6.        | 「シリウスのpirouette」               | こだまさおり        | 高取ヒデアキ                 | 籠島裕昌                | 黒川姫楽（田中美海）                                     | 4:18  |
| 7.        | 「トキメキアドベンチャー！」          | こだまさおり        | 高取ヒデアキ                 | 川瀬智                  | 祖谷メグリ（長久友紀）                                   | 3:43  |
| 8.        | 「Passionate Journey」                | 畑亜貴              | 松本隆宏、緒方友美、yamayama | 松本隆宏、yamayama      | 大手町梨稟（楠木ともり）                                 | 4:05  |
| 9.        | 「願いキラキラきらり」                | 畑亜貴              | 光増ハジメ（FirstCall）      | 光増ハジメ（FirstCall） | 大手町梨稟（楠木ともり）                                 | 4:23  |
| 10.       | 「咲かせよ、沸かせよ、バンバンBURN!」 | 高取ヒデアキ        | 高取ヒデアキ                 | 籠島裕昌                | 下呂美月（佐伯伊織）                                     | 4:18  |
| 11.       | 「追伸、ありがとう」                  | こだまさおり        | 三浦博健                     | 三浦博健                | ゆのはな選抜                                             | 5:00  |
| 12.       | 「あ・り・ま・す・か？」              | 畑亜貴              | 福田淳平                     | 福田淳平                | 有馬楓花（桑原由気）                                     | 3:59  |
| 合計時間: | 合計時間:                             | 合計時間:           | 合計時間:                    | 合計時間:               | 合計時間:                                                | 49:42 |

| #         | タイトル                                  | 作詞                         | 作曲                         | 編曲                    | 歌唱                                                     | 時間  |
| --------- | ----------------------------------------- | ---------------------------- | ---------------------------- | ----------------------- | -------------------------------------------------------- | ----- |
| 1.        | 「情熱のパラディソ」                      | こだまさおり                 | 光増ハジメ（FirstCall）      | 光増ハジメ（FirstCall） | AKATSUKI                                                 | 3:54  |
| 2.        | 「うぇるかむ to ONSEN!!」                 | こだまさおり                 | 光増ハジメ（FirstCall）      | 光増ハジメ（FirstCall） | 道後泉海（篠田みなみ）                                   | 4:00  |
| 3.        | 「未来の彼方」                            | 夕野ヨシミ（IOSYS）          | コバヤシユウヤ（IOSYS）      | コバヤシユウヤ（IOSYS） | 草津結衣奈（高田憂希）、コーラス：尖石内湾（安齋由香里） | 4:32  |
| 4.        | 「Passionate Journey」                    | 畑亜貴                       | 松本隆宏、緒方友美、yamayama | 松本隆宏、yamayama      | 大手町梨稟（楠木ともり）                                 | 4:06  |
| 5.        | 「願いキラキラきらり」                    | 畑亜貴                       | 光増ハジメ（FirstCall）      | 光増ハジメ（FirstCall） | 大手町梨稟（楠木ともり）                                 | 4:24  |
| 6.        | 「レイニーボーイフレンド」                | 松本隆宏、緒方友美、yamayama | 松本隆宏、yamayama           | 松本隆宏、yamayama      | OH YOU LADY?                                             | 3:42  |
| 7.        | 「ぽかぽか音頭」                          | 松本隆宏、緒方友美、yamayama | 松本隆宏、yamayama           | 松本隆宏、yamayama      | OH YOU LADY?                                             | 4:06  |
| 8.        | 「情熱のパラディソ (Instrumental)」       | こだまさおり                 | 光増ハジメ（FirstCall）      | 光増ハジメ（FirstCall） |                                                          | 3:54  |
| 9.        | 「うぇるかむ to ONSEN!! (Instrumental)」  | こだまさおり                 | 光増ハジメ（FirstCall）      | 光増ハジメ（FirstCall） |                                                          | 4:00  |
| 10.       | 「未来の彼方 (Instrumental)」             | 夕野ヨシミ（IOSYS）          | コバヤシユウヤ（IOSYS）      | コバヤシユウヤ（IOSYS） |                                                          | 4:32  |
| 11.       | 「Passionate Journey (Instrumental)」     | 畑亜貴                       | 松本隆宏、緒方友美、yamayama | 松本隆宏、yamayama      |                                                          | 4:05  |
| 12.       | 「願いキラキラきらり (Instrumental)」     | 畑亜貴                       | 光増ハジメ（FirstCall）      | 光増ハジメ（FirstCall） |                                                          | 4:20  |
| 13.       | 「レイニーボーイフレンド (Instrumental)」 | 松本隆宏、緒方友美、yamayama | 松本隆宏、yamayama           | 松本隆宏、yamayama      |                                                          | 3:42  |
| 14.       | 「ぽかぽか音頭 (Instrumental)」           | 松本隆宏、緒方友美、yamayama | 松本隆宏、yamayama           | 松本隆宏、yamayama      |                                                          | 4:03  |
| 合計時間: | 合計時間:                                 | 合計時間:                    | 合計時間:                    | 合計時間:               | 合計時間:                                                | 57:20 |

| 全作詞: こだまさおり、全作曲・編曲: 三浦博健。 |                                     |              |            |              |      |
| #                                              | タイトル                            | 作詞         | 作曲・編曲 | 歌唱         | 時間 |
| 1.                                             | 「追伸、ありがとう」                | こだまさおり | 三浦博健   | ゆのはな選抜 | 5:00 |
| 2.                                             | 「追伸、ありがとう (Instrumental)」 | こだまさおり | 三浦博健   |              | 5:00 |
| 合計時間:                                      | 合計時間:                           | 合計時間:    | 10:00      |              |      |

| 全作詞・作曲: 高取ヒデアキ、全編曲: 籠島裕昌。 |                                                      |              |              |                      |      |
| #                                              | タイトル                                             | 作詞         | 作曲・編曲   | 歌唱                 | 時間 |
| 1.                                             | 「咲かせよ、沸かせよ、バンバンBURN!」                | 高取ヒデアキ | 高取ヒデアキ | 下呂美月（佐伯伊織） | 4:17 |
| 2.                                             | 「咲かせよ、沸かせよ、バンバンBURN! (Instrumental)」 | 高取ヒデアキ | 高取ヒデアキ |                      | 4:17 |
| 合計時間:                                      | 合計時間:                                            | 合計時間:    | 8:34         |                      |      |

| 全作詞: こだまさおり。 |                                             |              |              |           |                          |      |
| #                      | タイトル                                    | 作詞         | 作曲         | 編曲      | 歌唱                     | 時間 |
| 1.                     | 「常しえの標」                              | こだまさおり | 三浦博健     | 三浦博健  | 山代八咫（星希成奏）     | 3:42 |
| 2.                     | 「祈りは風のように」                        | こだまさおり | 三浦博健     | 三浦博健  | 雲仙伊乃里（奥野香耶）   | 3:44 |
| 3.                     | 「わたしオトナ化プラン♪」                   | こだまさおり | 高取ヒデアキ | 籠島裕昌  | 伊香保葉凪（茜屋日海夏） | 3:59 |
| 4.                     | 「トキメキアドベンチャー！」                | こだまさおり | 高取ヒデアキ | 川瀬智    | 祖谷メグリ（長久友紀）   | 3:43 |
| 5.                     | 「シリウスのpirouette」                     | こだまさおり | 高取ヒデアキ | 籠島裕昌  | 黒川姫楽（田中美海）     | 4:18 |
| 6.                     | 「常しえの標 (Instrumental)」               | こだまさおり | 三浦博健     | 三浦博健  |                          | 3:42 |
| 7.                     | 「祈りは風のように (Instrumental)」         | こだまさおり | 三浦博健     | 三浦博健  |                          | 3:44 |
| 8.                     | 「わたしオトナ化プラン♪ (Instrumental)」    | こだまさおり | 高取ヒデアキ | 籠島裕昌  |                          | 3:59 |
| 9.                     | 「トキメキアドベンチャー！ (Instrumental)」 | こだまさおり | 高取ヒデアキ | 川瀬智    |                          | 3:43 |
| 10.                    | 「シリウスのpirouette (Instrumental)」      | こだまさおり | 高取ヒデアキ | 籠島裕昌  |                          | 4:17 |
| 合計時間:              | 合計時間:                                   | 合計時間:    | 合計時間:    | 合計時間: | 38:51                    |      |

| #         | タイトル                 | 作詞         | 作曲・編曲 | 歌唱                   | 時間 |
| --------- | ------------------------ | ------------ | ---------- | ---------------------- | ---- |
| 1.        | 「キズナ結び、エン結び」 | こだまさおり | 宇佐美宏   | 草津結衣奈（高田憂希） | 3:54 |
| 合計時間: | 合計時間:                | 合計時間:    | 合計時間:  | 合計時間:              | 3:54 |

| #         | タイトル         | 作詞      | 作曲・編曲 | 歌唱                 | 時間 |
| --------- | ---------------- | --------- | ---------- | -------------------- | ---- |
| 1.        | 「進化形ミライ」 | 畑亜貴    | Shinnosuke | 有馬輪花（本宮佳奈） | 4:15 |
| 合計時間: | 合計時間:        | 合計時間: | 合計時間:  | 合計時間:            | 4:15 |

| #         | タイトル          | 作詞         | 作曲                    | 編曲              | 歌唱                 | 時間 |
| --------- | ----------------- | ------------ | ----------------------- | ----------------- | -------------------- | ---- |
| 1.        | 「Road to shine」 | こだまさおり | 光増ハジメ（FirstCall） | EFFY（FirstCall） | 箱根彩耶（長江里加） | 4:11 |
| 合計時間: | 合計時間:         | 合計時間:    | 合計時間:               | 合計時間:         | 合計時間:            | 4:11 |

| #         | タイトル                  | 作詞      | 作曲・編曲 | 歌唱                   | 時間 |
| --------- | ------------------------- | --------- | ---------- | ---------------------- | ---- |
| 1.        | 「恋の詩より恋だっちゃ?」 | 畑亜貴    | Akki       | 秋保那菜子（高橋花林） | 4:44 |
| 合計時間: | 合計時間:                 | 合計時間: | 合計時間:  | 合計時間:              | 4:44 |

| #         | タイトル                   | 作詞      | 作曲・編曲 | 歌唱                   | 時間 |
| --------- | -------------------------- | --------- | ---------- | ---------------------- | ---- |
| 1.        | 「湯けむりトキメキゲーム」 | 畑亜貴    | 青柳諒     | 登別綾瀬（日岡なつみ） | 3:41 |
| 合計時間: | 合計時間:                  | 合計時間: | 合計時間:  | 合計時間:              | 3:41 |

| #         | タイトル                       | 作詞      | 作曲・編曲     | 歌唱                               | 時間 |
| --------- | ------------------------------ | --------- | -------------- | ---------------------------------- | ---- |
| 1.        | 「ユメを抱いて生きてく私たち」 | 畑亜貴    | 叶人・黒川陽介 | 奏・バーデン・由布院（和多田美咲） | 4:30 |
| 合計時間: | 合計時間:                      | 合計時間: | 合計時間:      | 合計時間:                          | 4:30 |

| #         | タイトル              | 作詞      | 作曲         | 編曲      | 歌唱                 | 時間 |
| --------- | --------------------- | --------- | ------------ | --------- | -------------------- | ---- |
| 1.        | 「TSUBASA AWAKENING」 | 畑亜貴    | 高取ヒデアキ | 籠島裕昌  | 下呂美月（佐伯伊織） | 3:47 |
| 合計時間: | 合計時間:             | 合計時間: | 合計時間:    | 合計時間: | 合計時間:            | 3:47 |

### ドラマCD
ドラマCD Vol.1『SPRiNGS Collection』
2017年（平成29年）10月6日発売。
収録内容：
- 第1幕「合宿地？そんなのうちの温泉に決まってるじゃん！」
- 第2幕「腹ペコバーデンの憂鬱」
- 第3幕「スプリングスの温泉パーティー〜誰もあがってはならぬ〜」
- 特別幕 アフタートーク

出演：SPRiNGS
ドラマCD Vol.2『SPRiNGS Collection 02 SPRiNGSのとある放課後』
2018年（平成30年）8月20日発売。
収録内容：
- 第1幕「誘惑に負けるな！　放課後自制心レッスン！」
- 第2幕「めざせ魔性の女！　放課後誘惑レッスン！」
- 第3幕「先輩の威厳！　放課後お説教タイム！」

出演：SPRiNGS
ドラマCD Vol.3『北海道 Collection 北海道湯けむり横断記』
2018年（平成30年）8月20日発売。
収録内容：
- 第1幕「温泉むすめ　スカートめくりランキング！」
- 第2幕「湯の川聖羅の早朝マッサージ」
- 第3幕「雪！キャニオン！層雲峡！大自然の胸に抱かれて！」
- 第4幕「伝説を救う者！まりも戦隊アカンレンジャー！」
- 第5幕「エピローグ」

出演：登別綾瀬（日岡なつみ）、湯の川聖羅（野口瑠璃子）、定山渓泉美（小野早稀）、阿寒湖ぴりか（上間江望）、洞爺湖のんの（五十嵐裕美）、雪・キャニオン・層雲峡（東山奈央）
ドラマCD Vol.4『SPRiNGS Collection 03～SPRiNGSのとある年の瀬～』
2020年（令和2年）2月8日発売。
収録内容：
- 第1章「新曲テーマで大騒動！」
- 幕間「師走の準備は大忙し！」
- 第2章「ライブ前夜に大慌て！」
- 第3章「パーティー前に大仕事！」
- 第4章「聖なる夜の大企画」

出演：SPRiNGS

### BD
温泉むすめ SPRiNGS 2nd LIVE BD
2018年（平成30年）4月13日発売。2017年（平成29年）12月24日に開催された2ndライブの模様が収録されている。発売翌日には、スペシャル上映会＆トークショーがユナイテッド・シネマアクアシティお台場にて行われた。
温泉むすめ 3rd LIVE “NOW ON☆SENSATION!! Vol.3”～ワイワイワッチョイナ！！～
2018年（平成30年）12月5日発売。2018年（平成30年）5月19日に開催された3rdライブの模様が収録されている。

### 書籍
『温泉むすめ 初公開キャラクター大集合！ 〜イラストいっぱい！きっと見つかるあなたの温むす〜』
温泉むすめのキャラクター原案を担当したイラストレーターによる合同イラスト集。2017年（平成29年）8月のコミックマーケット（C92）の他、とらのあなで発売。
『温泉むすめ 神さまだけどアイドルはじめます！』
温泉むすめ初のライトノベルとして、2017年（平成29年）12月20日にKADOKAWAより発売。温泉むすめたちが初めて出会い、アイドル活動を始めるまでの物語が描かれている。ISBN 978-4-04-072545-1
『温泉むすめ 1st写真集 〜 FIRST SPRiNGS 〜』
SPRiNGSのメンバーによる初の写真集として2018年（平成30年）5月11日発売。イベントやライブで披露した4種類の衣装を身につけた写真の他、1年間の活動を振り返る各メンバーのインタビューが掲載されている。ニュータイプ アニメ マーケット、ゲーマーズ、とらのあな、メロンブックス、アニメイト、Amazonで発売。
『温泉むすめ PERFECT GUIDEBOOK』
温泉むすめ初の公式ガイドブックとして2022年（令和4年）10月11日発売。発売時点で公開されている125キャラクターの完全ファイルや出演声優、プロデューサーのインタビュー等が掲載されている。ISBN 9784861446788

## 反響

### 影響・評価
有馬温泉においては、温泉むすめのキャラクター「有馬輪花」・「有馬楓花」の担当声優に観光大使を依頼することでファンが継続的に客として訪れるようになった。加えて、特産物の炭酸煎餅の製造業者「三ツ森」が同キャラクターとコラボしたことによる宣伝効果で、炭酸煎餅製造の危機を救ったと朝日新聞は報じている。
また、東北・北海道の温泉旅館組合の関係者によれば、温泉むすめには地域の特性が十分に反映されており、女性客からの評判も良好であるとされる。
2018年10月、道後温泉の「本館保存修理プロジェクト」の第3回寄付金募集の返礼品として、温泉むすめのキャラクター「道後泉海」のグッズが採用され、寄付の理由で「返礼品に魅力を感じたから」と答えたのは第1回では3人、第2回では1人とごくわずかであったが、第3回では65人に増え、キャラクター人気が寄付に結びついている。好評を博したことから2021年時点で最新の8回目まで続けて起用されている。
2020年に訪日客誘致のキャンペーン「Your Japan2020」のコンテンツに選ばれ、また、2021年10月には、スポーツ庁、文化庁、観光庁の選定する「スポーツ文化ツーリズムアワード2021」の「新しい観光賞」に選ばれた。後者の受賞理由としては、キャラクター利用で若者の観光への関心を喚起したこと、また継続的・全国的な展開で一定層に受容されていることの二点が挙げられている。

### 批判
2021年11月15日、女子高生サポートセンター『Colabo』代表でフェミニスト活動家の仁藤夢乃が『温泉むすめ』のイラストを用いたパネルが温泉地に設置されていることについて「性差別で性搾取」と指摘した。これに対して、パネル設置を擁護する人々からの反論を受けた仁藤は『温泉むすめ』公式ホームページに掲載されていた、定山渓泉美の「可愛い温泉むすめが大好きでいつもスカートめくりをしちゃう」、小野川小町の「『今日こそは夜這いがあるかも』とドキドキ」、和倉雅奈の「隠し切れないぐらいの大人な雰囲気の持ち主で、肉感もありセクシー」などの、キャラクター設定の解説文が性搾取的である旨の批判をしたほか、未成年飲酒の描写などもあると述べた。
一方で、温泉関係者らや本作のファンは「#温泉むすめありがとう」というハッシュタグで当プロジェクトへの長年の貢献に感謝を示し、エンバウンド代表取締役の橋本竜もこれに反応した。
エンバウンドは2021年11月17日までに、公式サイトに記載されたキャラクター設定を修正し、また、企業及び個人サポーターを掲載していたページから観光庁以外の企業サポーター名・個人サポーター名を削除した。こうした対応についてエンバウンドはJ-CASTニュースの取材に対し「取材については一律で断っている」と回答した。観光庁はエンバウンドをはじめとする関係者への事実確認を進めているとしている。2022年5月31日時点で、企業及び個人サポーターを掲載していたページから観光庁が削除され、個人サポーター名のみが掲載されているが、2022年10月発売の『温泉むすめ PERFECT GUIDEBOOK』のページ2に観光庁のロゴが掲載されている。